# II. Rákóczi Ferenc
Felsővadászi II. Rákóczi Ferenc (Borsi, 1676. március 27. – Rodostó, 1735. április 8.) magyar főnemes, a Rákóczi-szabadságharc vezetője, erdélyi fejedelem, birodalmi herceg (Reichsfürst). 1704-ben Gyulafehérvárott erdélyi fejedelemmé választották, és így ő volt az utolsó, aki betöltötte ezt a tisztséget. 1705-ben a szécsényi országgyűlésen a dux & princeps címeket kapta, amely „vezér és fejedelem” jelentésű, és a magyar történetírás hagyományos értelmezése szerint ezzel megválasztották „a haza szabadságáért összeszövetkezett magyar rendek vezérlő fejedelmévé”.
Neve szorosan összefügg az általa 1703-ban indított Rákóczi-szabadságharccal, melyben a teljes állami függetlenséget kívánta visszaszerezni a Habsburg Birodalomtól. E célnak megfelelően választották Erdély és Magyarország vezérlő fejedelmévé, aminek tökéletesen megfelelt, mivel Rákóczi Zsigmond erdélyi fejedelem leszármazottja volt, azonkívül dédapja és nagyapja, I. Rákóczi György és II. Rákóczi György, továbbá apja, I. Rákóczi Ferenc is erdélyi fejedelem volt (I. Rákóczi Ferenc névlegesen volt erdélyi fejedelem: megválasztották erre a tisztségre, de azt ténylegesen nem gyakorolta). Bár a magyar rendek a koronát is felajánlották neki, ezt visszautasította, helyette a vezérlő fejedelem ideiglenes címet választotta. A katonai hangzású "vezérlő fejedelem" megnevezés utalt a cím ideiglenes jellegére, mivel Rákóczi a Habsburg-ellenes szabadságharc idejére kívánta csak viselni. Címének megválasztásával egyértelmű üzenetet küldött Magyarországnak, hogy a Habsburg-ellenes függetlenségi háború nem személyes karriervágya és ambíciói kielégítése céljából indult.
Szabadságharca azonban nem érte el a kívánt eredményt. A magyarság szemében ma is tiszta lelkű és becsületes vezetőként él tovább, mivel a szatmári békekötés után a felkínált közkegyelmet nem volt hajlandó elfogadni, és végig kitartott a magyar függetlenség ügye mellett. A szabadságharcot lezáró szatmári béke, a bukás ellenére is kompromisszummal zárult, amely megakadályozta Magyarország beolvadását a Habsburg Birodalomba, és a rendi alkotmány, ha látszólagosan is, de fennmaradt 1848-ig.
Latin nyelvű jelmondata szállóigévé vált: 
Cum Deo pro patria et libertate! (Istennel a hazáért és a szabadságért!)

## Származása, családja

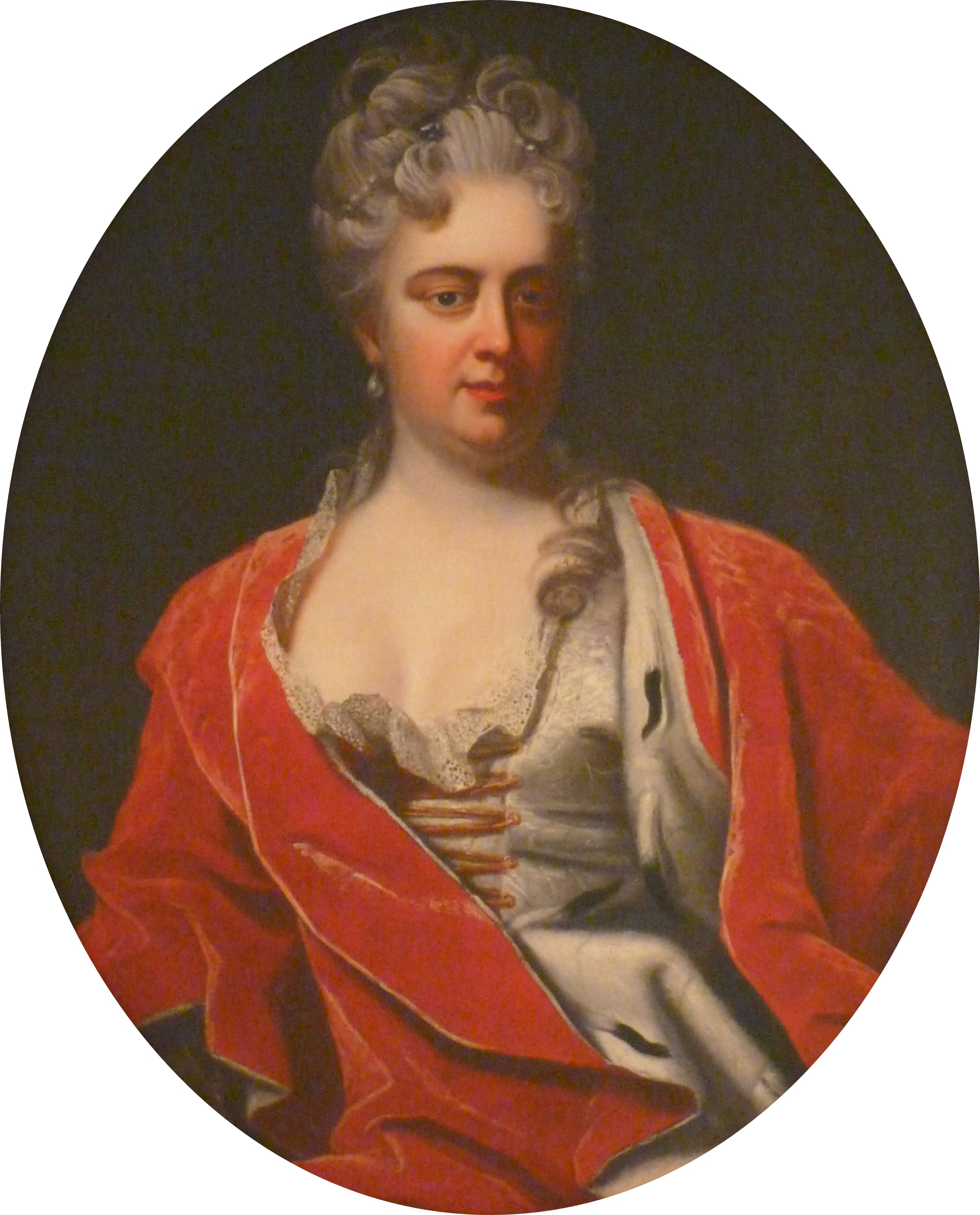
Sarolta Amália hessen–wanfriedi hercegnő

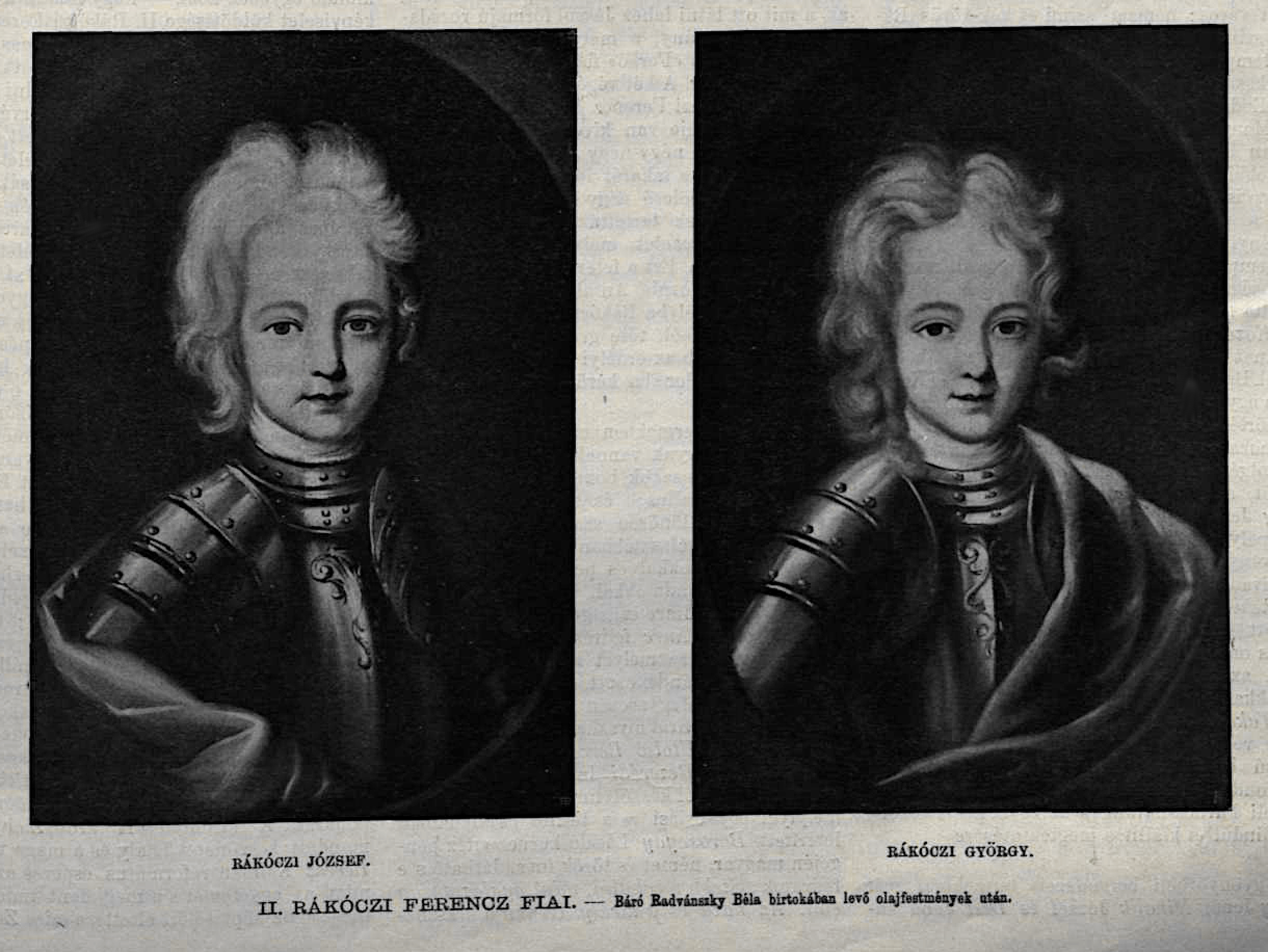
Rákóczi fiai, balról György és József (a kép eredeti felirata téves)

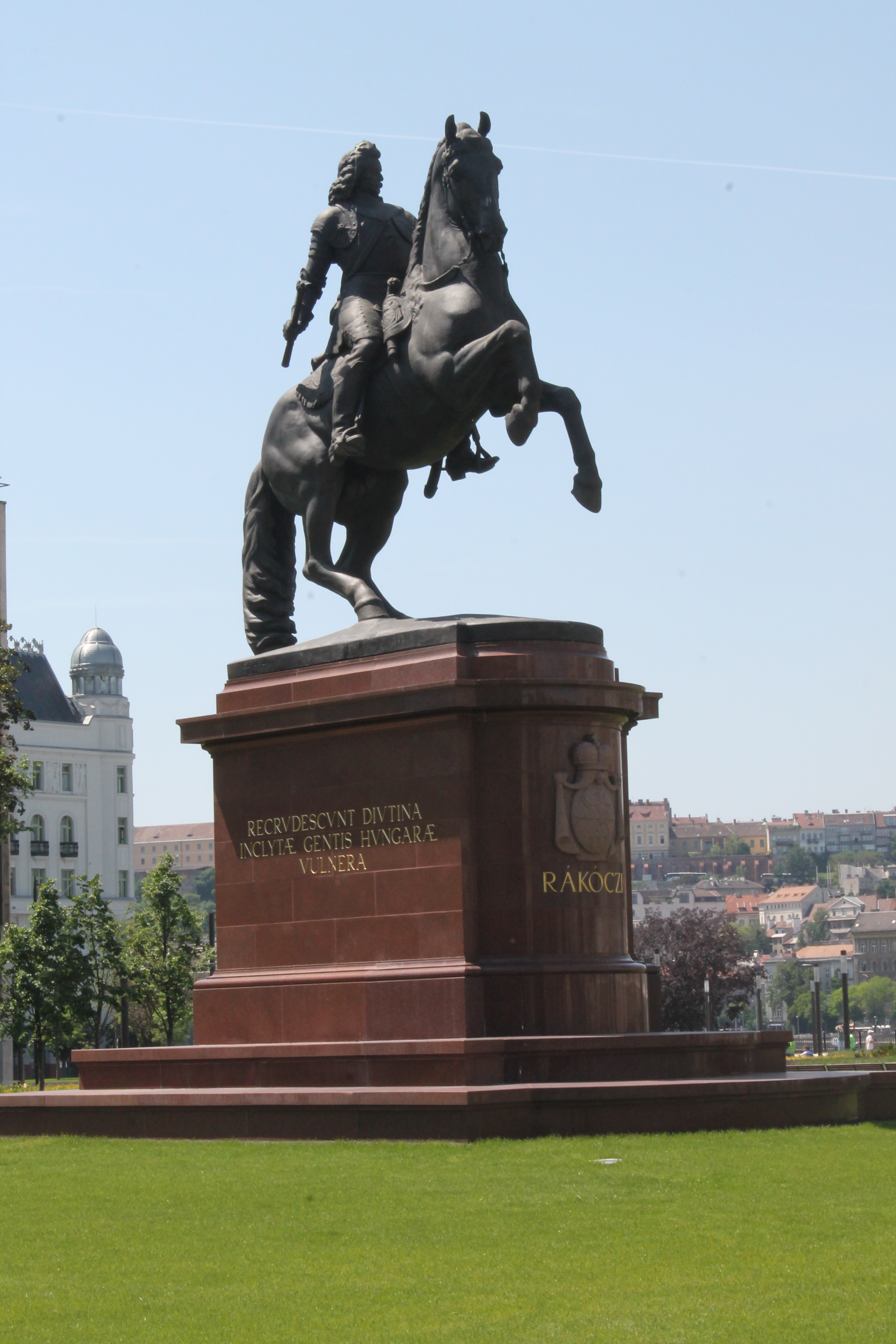
II. Rákóczi Ferenc lovasszobra
Budapesten a Kossuth-téren (1935)

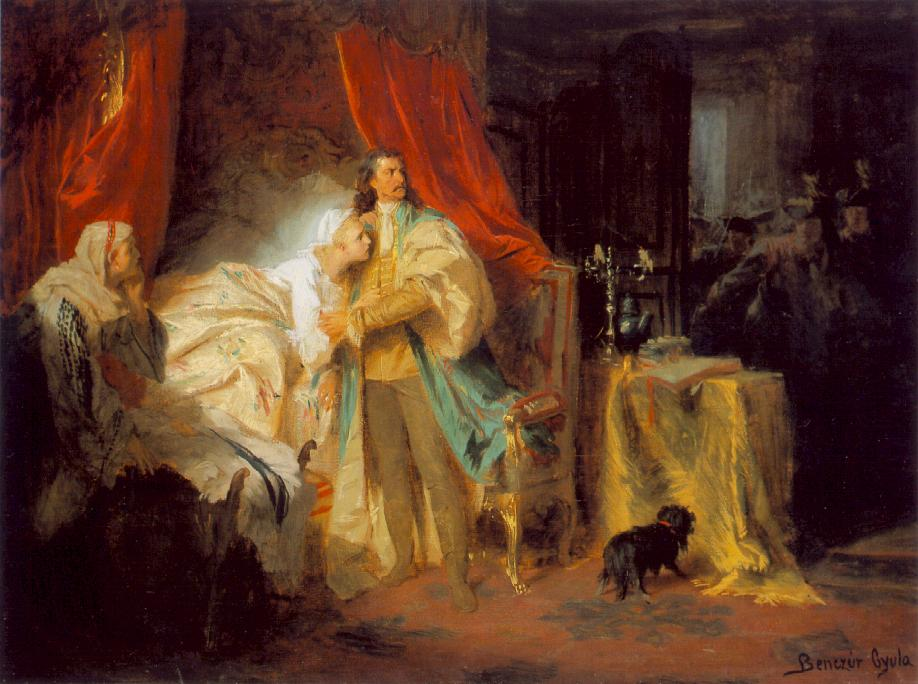
Benczúr Gyula (1844-1920): Rákóczi elfogatása a nagysárosi várban (1869)

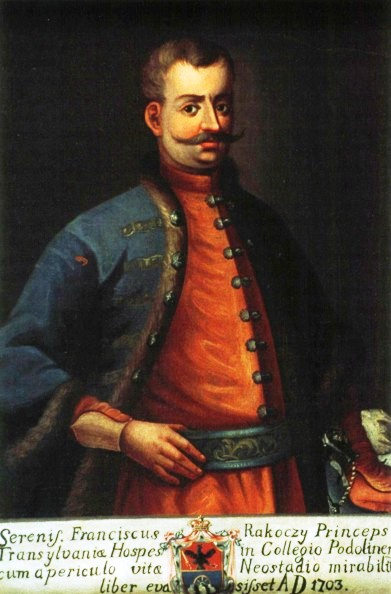
Rákóczi 1703-ban

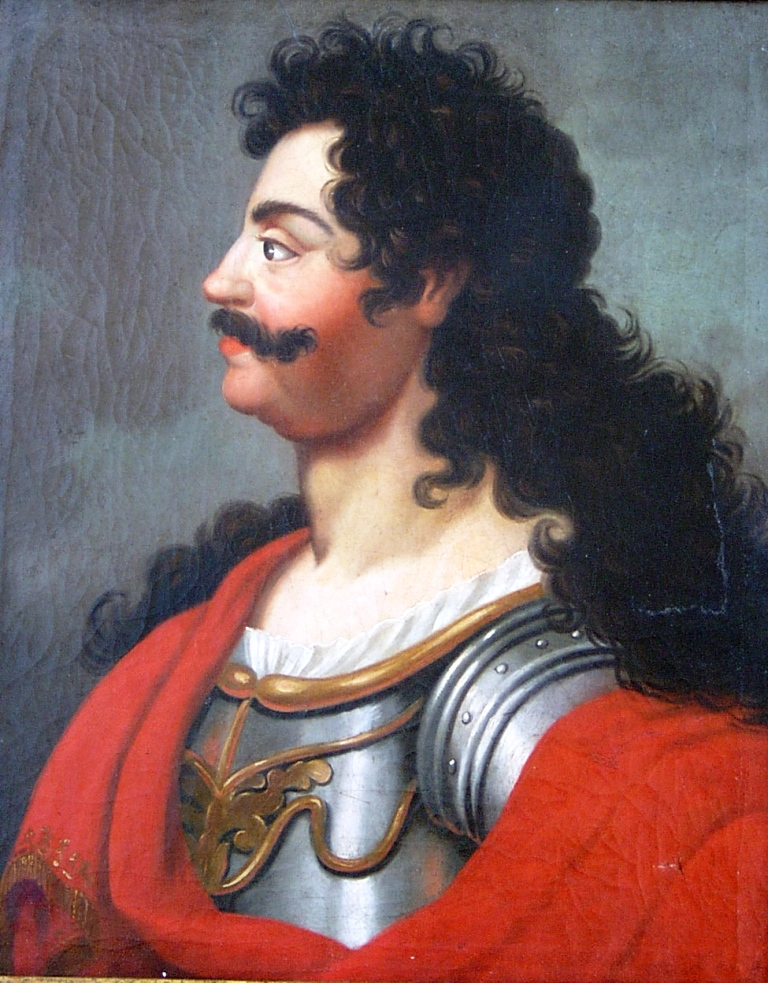
Rákóczi arcképe Tobias Kärgling 1812-es festményén

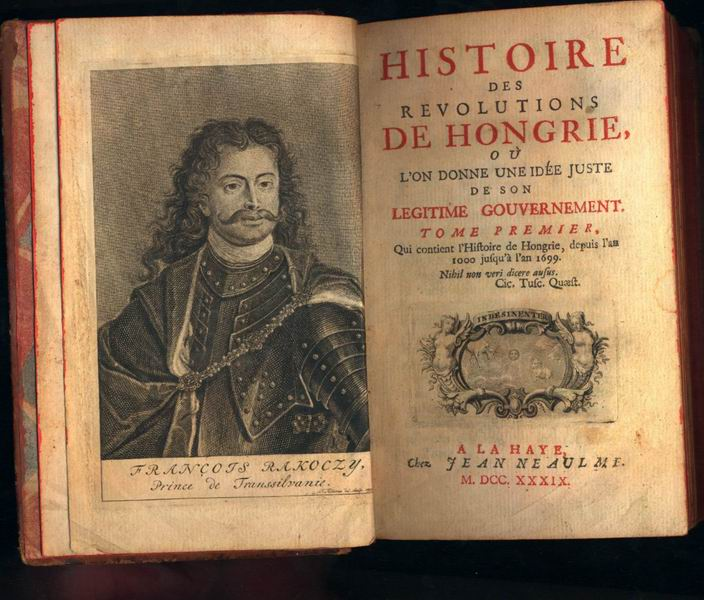
Rákóczi emlékiratainak 1739-ben, Hágában megjelent első kiadása

Édesapja, I. Rákóczi Ferenc még fia csecsemőkorában meghalt. Nagyapja, déd- és ükapja, I. és II. Rákóczi György, valamint Rákóczi Zsigmond egyaránt erdélyi fejedelmek voltak. Édesanyja, Zrínyi Ilona. Testvére Rákóczi Julianna. 
Egyetemi tanulmányait követően az ifjú Rákóczi (sógora, Aspremont Ferdinánd gróf tanácsára) önállóan döntött házasságáról, s az udvar engedélye nélkül feleségül vette Sarolta Amália hessen–wanfriedi hercegnőt, akinek apja Károly hessen–wanfriedi őrgróf (1649–1711) és anyja Alexandra Julianna leiningen–dagsburgi grófnő (1651–1703) volt. Az esküvőt 1694. szeptember 26-án tartották a kölni dómban, s a párt maga a választófejedelem, József Kelemen bajor hercegérsek adta össze a főoltár előtt. (Rákóczi felesége nagynénje, az orléans-i hercegné révén rokonságba került XIV. Lajos francia királlyal is.)
A házasságból három gyermek született:
- Lipót (1696. május 28. – 1699. szeptember)
- József (1700. augusztus 17. – 1738. november 10.)
- György (1701. augusztus 8. – 1756. június 22.)

(Sarolta Amália 1706. november 16-án még egy kislánynak adott életet, aki azonban csak néhány hetet élt, s akinek bizonyosan nem Rákóczi volt az édesapja.)

## Neveltetése
Alig volt három és fél hónapos, amikor apját elvesztette. Az árva fiú anyjának szeme fénye volt, aki férjének halála után két gyermekével anyósához költözött Munkácsra, ahol egészen az 1677. év végéig maradtak. Báthory Zsófia, aki férjének halála után visszatért a katolikus hitre, fiát, I. Rákóczi Ferencet is áttérítette; így II. Rákóczi Ferenc már katolikus családba született, és ebben a szellemben is nevelték.
Mint árvát, édesanyja, Zrínyi Ilona szerette volna gyámsága alá venni, I. Lipót császár tanácsosai azonban ragaszkodtak ahhoz, hogy Rákóczi és nővére gyámsága Lipótot illeti, főképp mert a gyermek apja végrendeletében fiát Lipót király pártfogásába ajánlotta.
Nehézségek árán azért sikerült keresztülvinni, hogy a Rákóczi árvák gyámságát – Lipót főgyámsági jogának fenntartása mellett – anyjukra ruházzák. A család előbb Munkács, Sárospatak és Regéc várában lakott, majd 1680-tól (a nagyanya halála után) végleg munkácsi várukba költöztek, amely iránti vonzalmát Rákóczi haláláig megőrizte.
Rákóczi hároméves korában már lovagolni tanult, és ötéves volt, amikor anyja – saját felügyelete mellett – neveltetését hét évre férfiak, Kőrössy György kamarás (udvarmester) és Badinyi János gondjára bízta. Egyes tárgyakban más oktatói is voltak. A Rákóczi-házzal összeköttetésben álló előkelő családok gyermekeiből játszó- és tanulótársakat válogattak melléje. Ferenc szelíd volt, engedékeny, nem volt hajlama a zsarnokoskodásra, de azért úgy viselkedett, hogy tekintélyét már fiatalkorában is folyton megtartsa. 1682-ben édesanyja levetette az özvegyi fátyolt, és június 15-én Thököly Imrével a kuruc hadak vezérével házasságra lépett. Azontúl az ifjú Rákóczi Ferencet is gyakran elvitték magukkal hadi táborokba, így beleláthatott a kuruc sereg mindennapjaiba. A törökök hadjárata 1683-ban Bécs ellen megbukott, és ezzel Thököly szerencsecsillaga is hanyatlóban volt, aki nem avatkozott a gyerekek nevelésébe, inkább a politikával foglalkozott. A törökök kudarca keresztülhúzta a „kuruc király” terveit is, az Oszmán Birodalom bizalmatlansága vele szemben megnőtt. Rákóczit ekkor személyes céljaira kívánta felhasználni, és kezesként Konstantinápolyba küldte volna; anyja azonban nem akart megválni fiától.
Kis idő múlva a török Váradon Thökölyt el is fogta. Munkács kivételével egész Felső-Magyarország Lipót birtokába került, a Rákócziak javainak legnagyobb részével együtt. A császáriak elfoglalták Sárospatak várát; a Rákóczi-ház ottani kincstárát feltörték és több milliónyi akkori forint értékű aranyat, ezüstöt elkoboztak. 1685 novemberében Antonio Caraffa gróf, majd Caprara gróf császári tábornok ostrom alá fogta Munkácsot is. Zrínyi Ilona elszántan védte a várat és az ostrom, megszakításokkal, szinte három évig tartott. Rákóczi, a 12 éves gyermek is ott forgolódott a bástyákon, bátorítva, lelkesítve a vitézeket. Miután Zrínyi Ilona férjétől hasztalan várt segítséget, végül 1688. január 17-én kénytelen volt feladni a várat Caraffának. A kapituláció után a Rákóczi árvák összes javait visszaadták, ők maguk azonban atyjuk végrendelete értelmében I. Lipót gyámsága alá kerültek. Zrínyi Ilonával együtt Bécsbe kísérték őket, ahonnan csak a császár engedélyével távozhattak.
Lipót a gyermekek neveltetésének felügyelőjévé Kollonich Lipót horvát bíboros, akkori németújhelyi püspököt, a későbbi esztergomi érseket jelölte ki. Kollonich az 1688. március 27-én Bécsbe érkezett Rákóczi-családból, Rákóczi nővérét, a 16 éves Juliannát, személyesen vitte magával a Szent Orsolya-rend kolostorába, Rákóczit pedig jószágigazgatója lakására. Négy nap múlva búcsút kellett vennie az ifjúnak édesanyjától, akit soha többé nem látott, mert ugyanakkor a bíbornok rendeletére a csehországi Jindřichův Hradecbe (Neuhaus) indították útnak, hogy a jezsuiták ottani kolostorában neveljék, ahol április 8-án vették fel a szintaxisták közé «comes R.» névvel. Itt sokat szenvedett, a rideg, szeretet nélküli környezetben. Miután a zárdából Badinyit is elküldték, Rákóczi teljesen elszakadt régi környezetétől. Ezentúl többnyire tanáraival érintkezett, mert korán kifejlődött tudásvágya, s örömest társalkodott idősebbekkel, mint tanulótársaival. A klastrombeli nemesi konviktus tagjai között kétségkívül a legnagyobb figyelem tárgya volt; ezért például a ház szélütött főnöke is vele szeretett sakkozni.
1690-ben befejezte gimnáziumi tanulmányait; az év augusztusában a prágai Károly Egyetemre ment, de ott is a jezsuitáknál szállt meg, nevelője kíséretében. Később megengedték, hogy egy, az egyetemhez közelebbi magánlakásba költözzenek. 1691-ben nővérét feleségül vette gróf Aspremont Ferdinánd. 1692-ben Zrínyi Ilonát kiváltotta férje, az asszony a fiát is magával akarta vinni Törökországba, de ezt nem engedték meg, sőt azt sem, hogy elbúcsúzzanak egymástól. Aspremont neje nevében követelte a törvényes leány(birtok)negyed kiadatását; de ezt Kollonich ellenezte. Ebből per támadt, melynek úgy vetettek véget, hogy Aspremont császári pátenst eszközölt ki Rákóczi Bécsbe jövetelére és nagykorúsítására. Az ekképp 1692-ben önállósított Rákóczi első dolga volt, hogy testvéries egyezségre lépjen nővérével. Lipót meghagyta neki, hogy tapasztalatszerzés végett utazzék Itáliába, ahová 1693 tavaszán el is indult és egy évig tartózkodott ott, többnyire Rómában, ahol főként a művészet remekeit tanulmányozta, és e tárgyban még leckéket is vett.
Rákóczi már egyetemre járt, amikor a Törökországban élő Thököly felajánlotta: ha feleségét kiengedik hozzá, szabadon bocsát egy elfogott császári tábornokot. I. Lipót kelletlenül, de beleegyezett a cserébe. Azt azonban nem engedte meg, hogy Rákóczi elbúcsúzhasson édesanyjától. Az ifjú tervezett házasságát is meghiúsította a bécsi udvar. Nem csoda, hogy a fiatal főúr szívből gyűlölte a Habsburgokat. Barátja, Bercsényi Miklós gróf is arra biztatta, hogy lépjen anyja örökébe, és szálljon szembe a császárral.

## A Thököly-felkelés után
1694 elején Bécsbe, majd Magyarországra utazott, hogy május 25-én elfoglalja Sáros vármegye örökös főispáni székét. Abban az évben a Rajna mellékére ment, a Franciaország ellen harcoló császári sereghez; ekkor Kölnben megismerte a hessen–wanfriedi őrgróf leányát, Hessen–Wanfriedi Sarolta Amáliát, és őt az osztrák udvar fondorkodása ellenére, szeptember 25-én feleségül vette. Jó ideig a sárospataki várban, Szerencsen, majd eperjesi házában és azon kisebb váraiban lakott, amelyek nem voltak megrakva osztrák katonasággal. Egyébiránt a közügyekbe nem avatkozott be, csak magánéletet élt. A császáriak persze nem bíztak benne, ahogy egyébként a magyarok sem. 1696-ban megszületett első fia, akit a keresztapául felkért I. Lipót nevére kereszteltetett.
1697-ben nagy nehezen elérte, hogy a római szent birodalmi hercegi rangot, ha utódaira nem is, de legalább az ő személyére elismerjék. Lipót, aki ekkor már tíz éve nem hívott össze országgyűlést, Kollonichék abszolutisztikus szellemében kormányzott. Az országban az elégedetlenség nőttön nőtt.
1697. július 1-jén Thököly Imre bujdosó kurucai a közhangulatot felhasználva éppen Rákóczi birtokán, a Hegyalján szerveztek felkelést. Meglepték, és elfoglalták Tokaj, Patak és Újhely várát, és Rákóczit akarták megnyerni vezérüknek. Ő azonban kitért a szervezetlen, parasztlázadás-szerű mozgalom elől. Sietve Bécsbe távozott, ahol az udvar előtt megpróbálta tisztázni magát még a gyanú alól is.
Egyes történetírók ekkorra datálják Kollonich Lipót elhíresült mondását, hogy „Magyarországot előbb rabbá, aztán koldussá, végre katolikussá fogom tenni”. A felkelő magyarok a haza szabadságának megmentésére, vagyis a régi, Ausztriától független Magyarországért harcoltak, de a felkelést a megyei nemesség és a magyar főurak támogatásával a császári hadsereg rövid idő alatt elfojtotta. Ebben segédkezett Bercsényi Miklós gróf is, de később a nemesi-rendi elégedetlenség fokozódása idején fokozatosan szembefordult Lipóttal, és mint a Rákóczi-birtokokkal szomszéd birtokos, egyre szorosabb barátságot ápolt Rákóczival. Összejöveteleiken megállapodtak abban, hogy a kedvező idő beálltával azonnal megragadják az alkalmat és ha kell, akár fegyverrel szereznek érvényt közös akaratuknak.
Az 1699. január 26-án megkötött karlócai béke Thökölyt és Zrínyi Ilonát száműzetésbe kényszerítette. A fiatal Rákóczi Bécsben maradt, a császár keze alatt.
1700 őszén a spanyol örökösödési háború küszöbén XIV. Lajos francia király Ferriol őrgrófot küldte Rákóczihoz, aki a király nevében biztatta, hogy álljon az elégedetlenkedő magyarok élére jelentékeny pénz- és fegyveres segítséget ígérve. Rákóczi Bercsényivel együtt elérkezettnek látta az időt és november 1-jén (éppen azon a napon, amelyen II. Károly spanyol király meghalt), levelet írt a Habsburgok ellenségeként számon tartott XIV. Lajos francia királynak – akivel felesége révén rokonságban is állt – és külügyminiszterének: „Franciaország jóléte és érdeke, úgymond, azonos Magyarország jólétével és érdekeivel; a rendek elégedetlenek a bécsi udvar törvénytelen eljárásával; most inkább, mint bármikor, célt lehet érni, ha Franciaország a magyaroktól meg nem vonja segélyét”. A Bourbon–Habsburg ellentét kiéleződésére már csak a megüresedő spanyol trónért folytatott versengés (spanyol örökösödési háború) okán is számítani lehetett, Rákóczi lépése ezért önmagában logikusnak tűnhetett, ám a Napkirályhoz írott leveleit rosszul megválasztott bizalmasa, egy Longueval nevű császári tiszt a bécsi udvar kezébe juttatta.
Rákóczi nagysárosi kastélyából könnyen menekülhetett volna, de beteg nejét nem akarta elhagyni. Solari császári tábornok 1701. április 18-án éjjel felsőbb parancsra elfogta, és előbb Eperjesre, majd Kassán, Miskolcon, Budán és Mosonmagyaróváron át a bécsújhelyi várbörtönbe szállították. Itt ugyanazon börtönbe zárták, melyből nagyapja, Zrínyi Péter 30 évvel azelőtt a vérpadra lépett. A kormány, semmibe se véve Rákóczi tiltakozását, osztrák urakból alkotta meg a rendkívüli törvényszéket. A vizsgálat során kiderült, hogy az ítélet (éppúgy, mint annak idején nagyapja, Zrínyi Péter esetén) csak halálos lehet. Felesége Rákóczi elfogatása után azonnal Bécsbe ment, ahol a külföldi követek az ő közbenjárására utasítást kaptak Rákóczi támogatására; még a jezsuiták is, francia érdekből kifolyólag támogatták Rákóczi ügyét. Megnyerték a börtönparancsnokot, Gottfried Lehmann dragonyos kapitányt, aki november 7-én éjjel Rákóczit dragonyos közlegényi ruhában megszöktette. A fiatal főúr egyik apródja, Berzeviczy Ádám kíséretében Lengyelországba menekült, ahol védelmet és második otthont talált. Rákóczi élete azonban még itt is veszélyben forgott, főképp a fejére kitűzött 10 000 forintnyi vérdíj miatt, úgyhogy jónak látta rokonánál, Sieniawski herceg koronahetman nejénél, Elżbieta Lubomirska hercegnőnél elrejtőzködni.
Találkozott Bercsényivel Varsóban és újra felvették a kapcsolatot a francia udvarral. XIV. Lajossal közölt tervük szerint, lengyel segítséggel tör be Rákóczi Magyarországra, hogy seregeit a már Linzig előrenyomult bajor választófejedelmi haddal egyesítse.

## A szabadságharc
Egyáltalán nem félek kijelenteni előtted – ó, Örök Igazság, akinek ezeket az Emlékiratok-at ajánlottam! -, hogy minden cselekedetem célja kizárólag a szabadság szeretete volt, és az a vágy, hogy hazámat az idegen járom alól felszabadítsam. Nem a bosszúvágy indított erre, nem is koronát vagy fejedelemséget akartam szerezni, nem is a kormányzáshoz volt kedvem: kizárólag az a hiú dicsőség vezérelt, hogy eleget tegyek kötelességemnek hazám iránt – és a világi becsület, amelynek forrása természetes nagylelkűségem volt, az munkált bennem bűnös módon veled szemben, ó, Istenem, mert hiszen e különböző indítóokok mind magamra vonatkoztak és önmagamban végződtek.

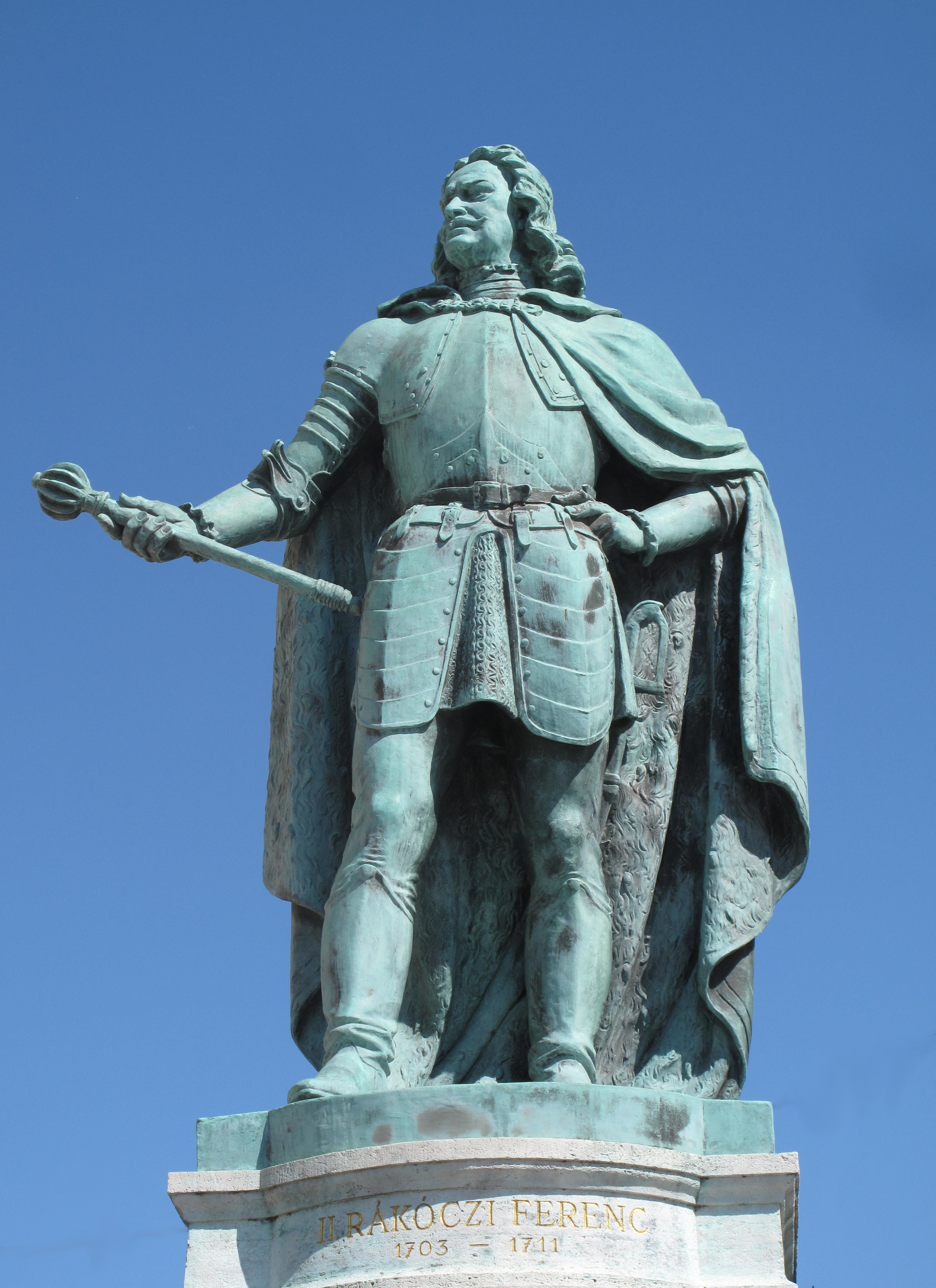
Rákóczi fejedelem szobra
a Millenniumi emlékművön, Budapesten a Hősök terén

A spanyol örökösödési háború miatt elvezényelték Magyarországról a császári csapatok nagy részét. Munkácson új, kurucok vezette felkelés kezdődött, és Rákóczit kérték fel vezetőjüknek. Elérkezettnek látta ő is az időt, és eleget tett kívánságuknak. Rákóczi és Bercsényi Miklós az egész ország minden rendű lakosa számára közösen május 12-én kiadták a „brezáni pátens” néven ismert kiáltványukat, amely május 17-én érkezett meg Lengyelországból Tarpára. 1703. június 15-én a lengyel határon Klimiec falunál, Esze Tamás csapatai csatlakoztak Rákóczi seregéhez: 200 rossz parasztpuskával felfegyverzett gyalogos és 50 lovas, ezzel 3000 főre emelve a sereg létszámát. Bercsényi némi francia pénzügyi támogatással és 600 főnyi lengyel zsoldoscsapattal érkezett a fejedelemhez.

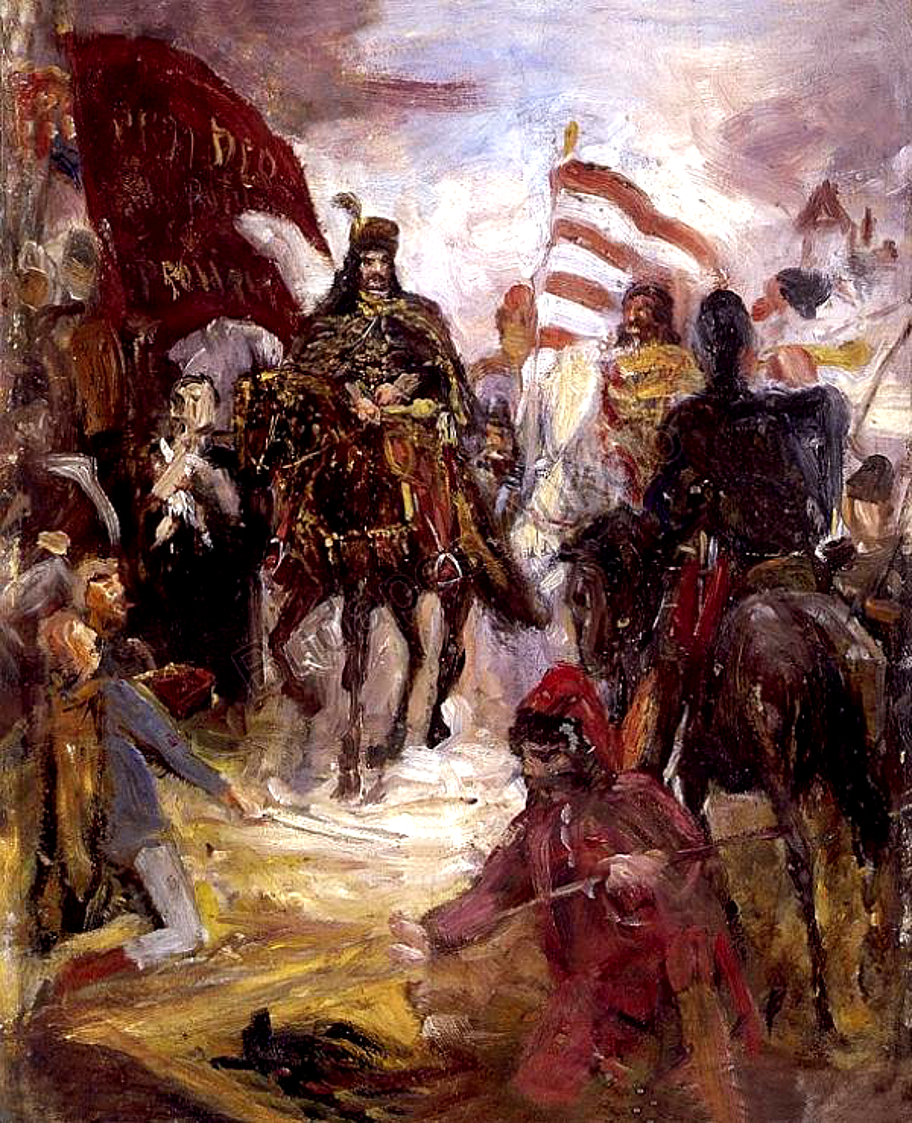
Greguss Imre: Rákóczi lovon

A nemesek nagy része azonban nem állt mellé, mivel az egész felkelést parasztlázadásnak tekintették; úgy tűnt, Rákóczi hiába bocsátotta ki Vásárosnaményban kiáltványát a „Naményi Pátenst” a szabolcsi nemességhez. Hogy a felkelésnek ne legyen köznépi jellege, a kállai várat bevette Habsburg–Lotaringiai Ferenctől, és ekkor a hajdúk katonai rendje csatlakozott hozzá: „a várban 4 kis ágyút találtam és néhány mázsa lőport, íme ebből állott tüzérségem!” – írja Rákóczi. Azután Huszt várát foglalta el Ilosvay Imre, mire egész Máramaros vármegye csatlakozott hozzá. 1703. szeptember 26-án már azt írhatta XIV. Lajosnak, hogy irányítása alá került az ország egészen a Duna vonaláig, majd hamarosan a Dunántúl nagy részét is sikerült elfoglalnia. Így a császáriak a Drávántúlra, Erdélyre és a várak egy részére szorultak vissza. Ekkor tette közzé Recrudescunt vulnera inclytae gentis Hungariae (fölrepedeznek a nemes magyar nemzet sebei) kezdetű híres kiáltványát, hogy támadását ország-világ előtt igazolja.
Mivel az osztrákoknak több fronton kellett harcolniuk, kénytelenek voltak tárgyalásokba bocsátkozni Rákóczival. Azonban amikor 1704. augusztus 13-án a höchstädti csatában angol segítséggel legyőzték az egyesített francia–bajor hadsereget, nemcsak a spanyol örökösödési háborúban kerültek fölénybe, hanem egyúttal azt is megakadályozták, hogy a kurucok serege egyesüljön a bajor–francia segéderővel. Ezzel Rákóczi nehéz helyzetbe került, mind hadi, mind anyagi értelemben. Adót nehéz volt kivetni, hiszen nem lehetett követelni azt, hogy a nép szolgáljon is és fizessen is. Ezért a pénzhiány ellensúlyozására nagy mennyiségű rézpénzt veretett; ami szokatlan volt magyar földön, s amelyet az ezüst pengővel szemben kongónak, másként Pro libertate felirata után libertásnak neveztek; ez a pénz nehezen volt forgalomban tartható.
A francia pénzügyi támogatás csökkenni kezdett, a hadseregét pedig erősíteni kellett volna, miközben az akkori létszám fegyverrel és élelemmel való ellátása is meghaladta az erejét. Rendes, jól fölszerelt katona nem volt több 7000-nél, míg a néphad és a köznemesi csapatok tízszer annyian. Alkalmas vezetők, tisztek, lovak és fegyverek egyaránt hiányoztak. A küzdelem, ennek dacára, a nemzeti had személyes vitézségével, változó szerencsével folyt tovább. 1704. június 13-án Forgách Simon nagy csatát vesztett Heister ellenében Koroncónál, Rákóczinak legrendezettebb gyalogsága, éppen az a fegyvernem, amely a tüzérséggel együtt csak igen csekély volt a túlnyomóan lovasságból álló magyar seregben. A rácokat Rákóczi hiába igyekezett megnyerni a nemzeti ügy számára. A helyzetet nehezítette, hogy Horvátország is a császárt, s nem a magyarokat támogatta, sőt még az erdélyi szászok is ellenünk voltak, ezenkívül a császári hadsereg jelentékeny számban be tudott vetni Magyarország területén dán, porosz és badeni zsoldos csapatokat is. Amilyen szívósan küzdöttek a ruszinok és tótok Rákóczi zászlói alatt, épp olyan szívósan ragaszkodtak a délszlávok a császár ügyéhez.
1704 telén Rákóczi Érsekújvárat foglalta el, de a sikert beárnyékolta a nagyszombati csata elvesztése. A fejedelem személyesen vezette a sereget, de hiányoztak kiképzett tisztjei, ezért lehetőleg kerülte a nagyobb ütközeteket, csak portyázásra szorítkozott. A császáriak meg hiába arattak egy-egy nagy győzelmet; a nép ellenük lévén, amint elvonultak egyes vidékekről, ismét lángba borult mögöttük minden. Néhány francia tiszt, különösen La Motte ezredes, Vauban volt segédtisztje és De Riviere, Érsekújvár erődítője kitűnő szolgálatot tettek, főleg műszaki feladatok végrehajtásában.
Amikor 1705. május 15-én Lipót meghalt, és utódja, a békés hajlamú I. József lépett örökébe: a szabadságharc ügye a lehető legjobban állott. Rákóczi fáradhatatlanul dolgozott a szervezésen.
Július 3-án a fejedelem beszédet intézett Gyömrőn katonáihoz, amelynek hatása a szabadságharc további katonai sikereiben mutatkozott meg.
Serege ekkor érte el tetőpontját: 52 lovas-, 31 gyalog-, összesen 83 ezredre rúgott, mely az 1705. augusztus 11-i gidrafai vereség után ismét talpra állott, sőt 1706-ban létszáma már 100 000 főre emelkedett. A kormányzat szervezése végett Rákóczi 1705 szeptemberében országgyűlést hívott egybe Szécsénybe, ahol nemcsak a főurak és köznemesek, hanem az egyháziak is szép számmal jöttek össze. A „szövetkezett rendek” címmel vették fel és Rákóczit, akit még 1704. július 6-án erdélyi fejedelemmé választottak, „vezérlő fejedelem” címmel tisztelték meg, melléje az ország kormányzására 24 tagból álló főtanácsot rendeltek. Ezt követően fölhatalmazta őket a külügyek (és a béketárgyalások) irányítására. A szövetség pontjaira szeptember 19-én és 20-án felesküdtek az egybegyűlt rendek, és maga a fejedelem is. Ezután Erdély volt a további küzdelmek színtere, hiszen arrafelé tartott az idős Herbeville császári tábornok is.
Rákóczi 1705. november 11-én Zsibónál vereséget szenvedett, aminek folytán Erdélyből ki kellett vonulnia. Némi vigasztalásul szolgált, hogy Vak Bottyán a dunántúli vármegyékben sikereket tudott felmutatni. Ezalatt Anglia és Hollandia kezdeményezésére 1705. október 27-én újra megindultak a béketárgyalások a szövetséges rendek és a császáriak közt Nagyszombatban. Stratégiáját mindkét fél az állandóan változó katonai helyzethez igazította, de Erdély hovatartozását illetően sem jutottak dűlőre, hiszen sem a császár, sem Rákóczi nem óhajtott lemondani róla. A franciákkal kötött szerződés ügye sem haladt előre, ezért a fejedelem a függetlenség kikiáltása mellett döntött, azért hogy tárgyalóképes félként könnyebb legyen számára a szövetségek kötése.
A hadszíntéren váltakozó szerencsével folytak a csatározások, de 1706 után Rákóczi seregei fokozatosan visszaszorultak. 1707. június 13-án az ónodi országgyűlésen Rákóczi javaslatára, Bercsényi támogatása mellett kikiáltották a Habsburg-ház trónfosztását és I. József magyar királyságának "abrenunciációját" (kb. "felmondását"). Bercsényi ekkor gyújtó beszédet tartott, mely az emlékezetes „Eb ura a fakó! Mai naptól fogva József nem királyunk!” felkiáltással végződött. Bejelentették az interregnumot. Azonban sem ez, sem a rézpénzinfláció visszaszorítására tett kísérletek nem hozták meg a várt eredményt. Rákóczi nem maga reflektált a magyar trónra, hanem jelölteket keresett; azonban minden kísérlete dugába dőlt, és ami még ennél is nyugtalanítóbb volt, XIV. Lajos a teljesített feltételek dacára is vonakodott a magyar fejedelemmel szabályos szövetségre lépni, így a szabadságharcosok magukra maradtak. Felmerült egy, az oroszokkal kötött szerződés lehetősége, de ezt a reményt sem sikerült valóra váltani: a cár a svédekkel és a törökökkel vívott háborúban volt lekötve, sőt Rákóczit inkább csak e két ellenségével szemben igyekezett aduként felhasználni, semmint Bécs ellen támogatni.
A porosz királyfi trónjelöltsége érdekében Rákóczi Sziléziába akart betörni, de 1708. augusztus 3-án a trencséni csatában Viard és Pálffy megrohanták, és szétverték seregét. A fejedelem lova felbukott, és Rákóczi ájultan esett le róla. Mivel a kurucok azt hitték, hogy meghalt, az egész had szétfutott. Ezt a csatavesztést soha többé nem heverték ki. Egyre több kuruc vezér állt át a császár táborába büntetlenség fejében, Rákóczi visszaszorult Munkács és Szatmár környékére.
Ekkor az országban többféle jelei mutatkoztak a teljes összeomlásnak. Minden nap egy-egy újabb árulás hírét hozta. Ocskay brigadéros például egész csapatával szökött Pálffyhoz. Tovább tetézte a bajt, hogy a legnagyobb pénzügyi zavarok is beköszöntöttek. A sereg demoralizálódott, és sehol sem mert többé szembeszállni a császáriakkal. Az 1709-es malplaquet-i vereség pedig végképp eldöntötte az örökösödési háborút, és ezzel megpecsételte Rákóczi további sorsát is.
A fejedelem végső erőfeszítéssel francia, lengyel és svéd zsoldosokat toborozva megpróbálta újjászervezni erőit, és 1710. január 22-én Romhány és Vadkert között nyílt csatát kockáztatott egy aránylag kisebb császári sereggel szemben. A csatában a svédek bekerítették és szétzúzták az osztrákok hadoszlopait. Utolsó tartalékaikat felélve, a győzelem biztos tudatában Rákóczi fosztogatást engedett katonáinak, mire az osztrákok rendezték soraik egy részét, és váratlan ellentámadásukkal elűzték a svédeket a csatamezőről, a kuruc egységeket pedig szétverték.
Rákóczi rakoncátlan lengyel zsoldosai rövid idő múlva megszöktek az országból. Ugyanekkor Heister az áruló Ocskay kivégzését használta ürügynek Győrben és 1710 januárjában tíz kurucot végeztetett ki, köztük öt törzstisztet. S mindezeknél nagyobb csapásként, egyre iszonyúbban terjedt a pestis, főleg a rosszul ruházott és élelmezett kuruc táborban. A kimerült ország a végromlás szélére jutott. „Hadaim majd mind elszéledtek, biztos helyekre szállítandók családjaikat …” írja Rákóczi, aki végül is békefeltételekkel kereste meg I. Józsefet. 

## A szatmári békekötés

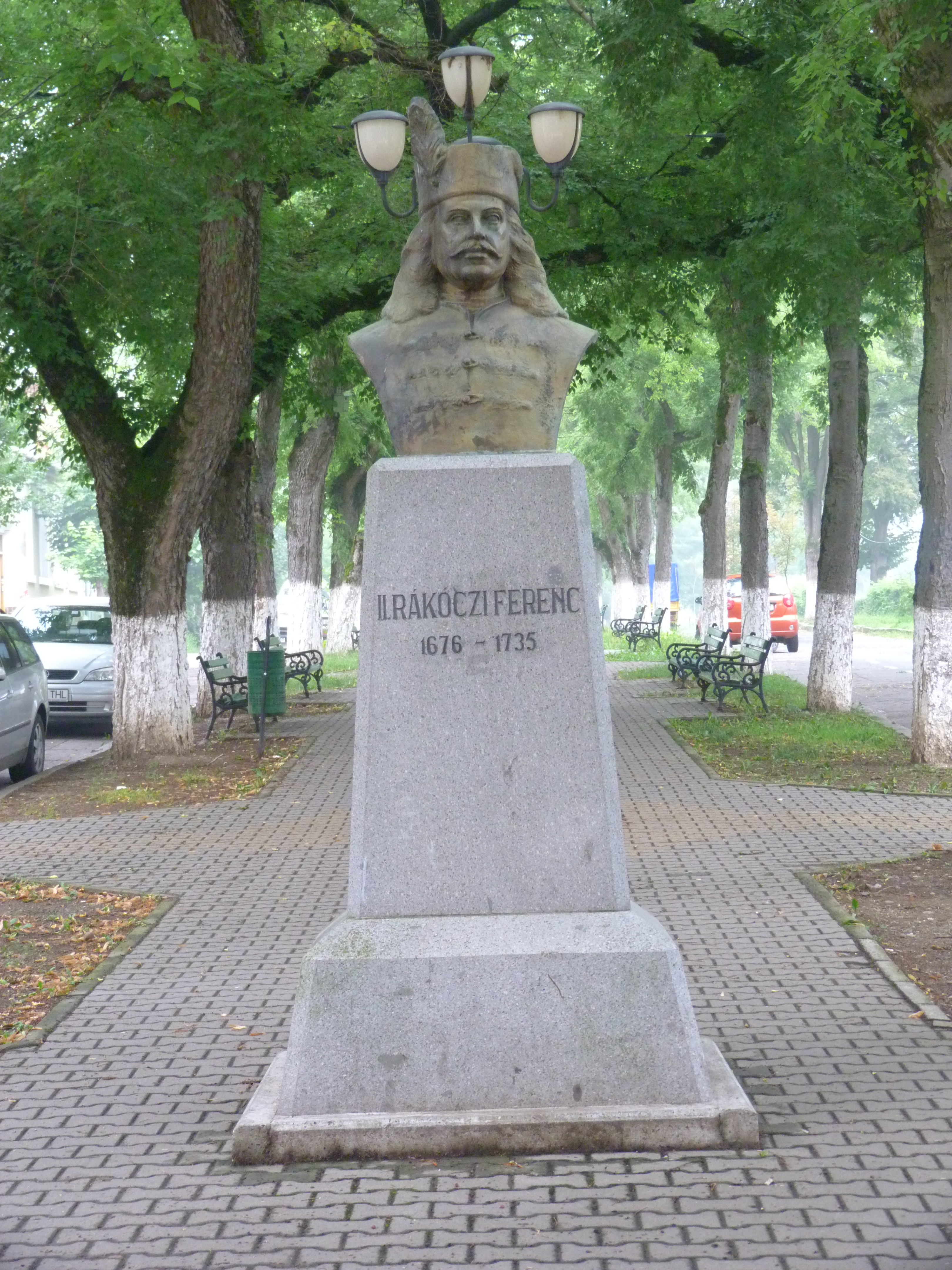
Szobra Marosvásárhelyen

A császár Pálffy János tábornokra bízta a béke megkötését. Az 1710. év végén a kurucok az alkudozásokat Pálffyval megkezdték, azok eredménye a Pálffy és Rákóczi között, a vajai kastélyban (1711. január 31.) történt találkozás volt. Amikor a találkozó híre Bécsbe eljutott, Pálffy legnagyobb pártfogója, Savoyai Jenő fakadt ki legjobban ellene; a bécsi haditanács azonban most nem hallgatott a hercegre. Anglia közbelépése következtében, I. József király február 14-én megerősítette Pálffynak békekötési tárgyalások folytatására szóló felhatalmazását, de most már Locher Károly haditanácsost adták mellé, nehogy a magyarokkal szemben túlságosan engedékeny legyen. A békés kibontakozás elé azonban – I. József váratlan halálával – új akadályok tornyosultak. Bécsben felülkerekedett az engesztelhetetlenség, Pálffyt vissza akarták hívni, s helyébe Cusanit óhajtották kinevezni; de Pálffy erélyes fellépésére, s amikor levelében a bécsi udvart figyelmeztette, hogy visszahívása minő veszélyeket rejt magában, Eleonóra császárné, mint régens újra megbízta Pálffyt a tárgyalások vezetésével.
A másik oldalon Rákóczi Pálffy szavában és egyáltalán megbízása érvényességében nem bízott és végül is teljesen elutasító álláspontra helyezkedett. A felkelés folytatása érdekében Nagy Péter cár személyében igyekezett szövetségest találni, ezért Károlyi Sándorra ruházta hadainak főparancsnokságát, és ő maga 1711. február 21-én örökre elhagyta Magyarországot, Lengyelország felé véve irányt. Objektíven szemlélve a tényeket, nyilvánvaló, hogy szükségben csak vesztes vezér távozik a hozzá hű embereivel álnéven külföldre és hagyja felkelő hadainak vezetését másra. I. Péter akkorra már világosan közölte, hogy a svédek támadása miatt nem támogatja Rákóczit.
Rákóczi távozása után Károlyi Sándor a kuruc hadak főparancsnokaként arra a meggyőződésre jutott, hogy a katonai vereség elkerülése érdekében a fejedelem ellenében is békét kell kötni. Ez teljesen reális belátás volt, Károlyit hibáztatni aligha lehet. Folytatta a megkezdett tárgyalásokat Pálffyval, mint császári biztossal és mindent megtett a békekötés érdekében.
A tárgyalások az 1711. április 29-én kötött szatmári békével értek véget. 1711. április 30-án Szatmár mellett, a nagymajtényi mezőn 12 000 főnyi felkelővel lerakta a fegyvert, átadta zászlóit és letette a hűségesküt.
„Sohasem tulajdonítottam ezt az eseményt a nemzet könnyelműségének, hűtlenségének vagy talán személyemtől való megcsömörlésének, hiszen mindig nagyon érezhető jelét adta ragaszkodásának. A vezérlő tábornokok, a szenátorok és minden jelentősebb ember követett engem Lengyelországba. Valamennyi erdélyi tanácsosom összegyűlt a határon, hogy ugyanezt tegye, csak a legszükségesebbet kérték tőlem. De mindnek megmondtam szeretettel és őszinteséggel, hogy nem ígérhetem meg nekik azt, amiről magam sem vagyok biztosítva. Sohasem felejtem el a fájdalmat, amellyel engem elhagytak."
A szatmári béke, amit a hivatkozott szócikk részletesen bemutat, Rákóczira nézve a körülményekhez képest kedvező volt. Kegyelmet biztosítottak neki és vagyonát is megtarthatta volna, ha három hét alatt leteszi a hűségesküt és ha nem akart volna az országban maradni, Lengyelországba távozhatott volna. Ő azonban nem fogadta el a béke feltételeit; nem bízott az udvar őszinteségében és továbbra is érvénytelennek gondolta Pálffy felhatalmazását I. József magyar király időközben bekövetkezett halála miatt is. Rákóczi bizalmatlansága azonban utólag teljességgel alaptalannak bizonyult. A határidőre hűségesküt letettek valóban teljes (vagyoni és politikai) restaurációban és rehabilitációban részesültek. Ha Pálffy helyett más osztrák megbízott tárgyal, annak sokkal siralmasabb vége lett volna.

## A szabadságharc után

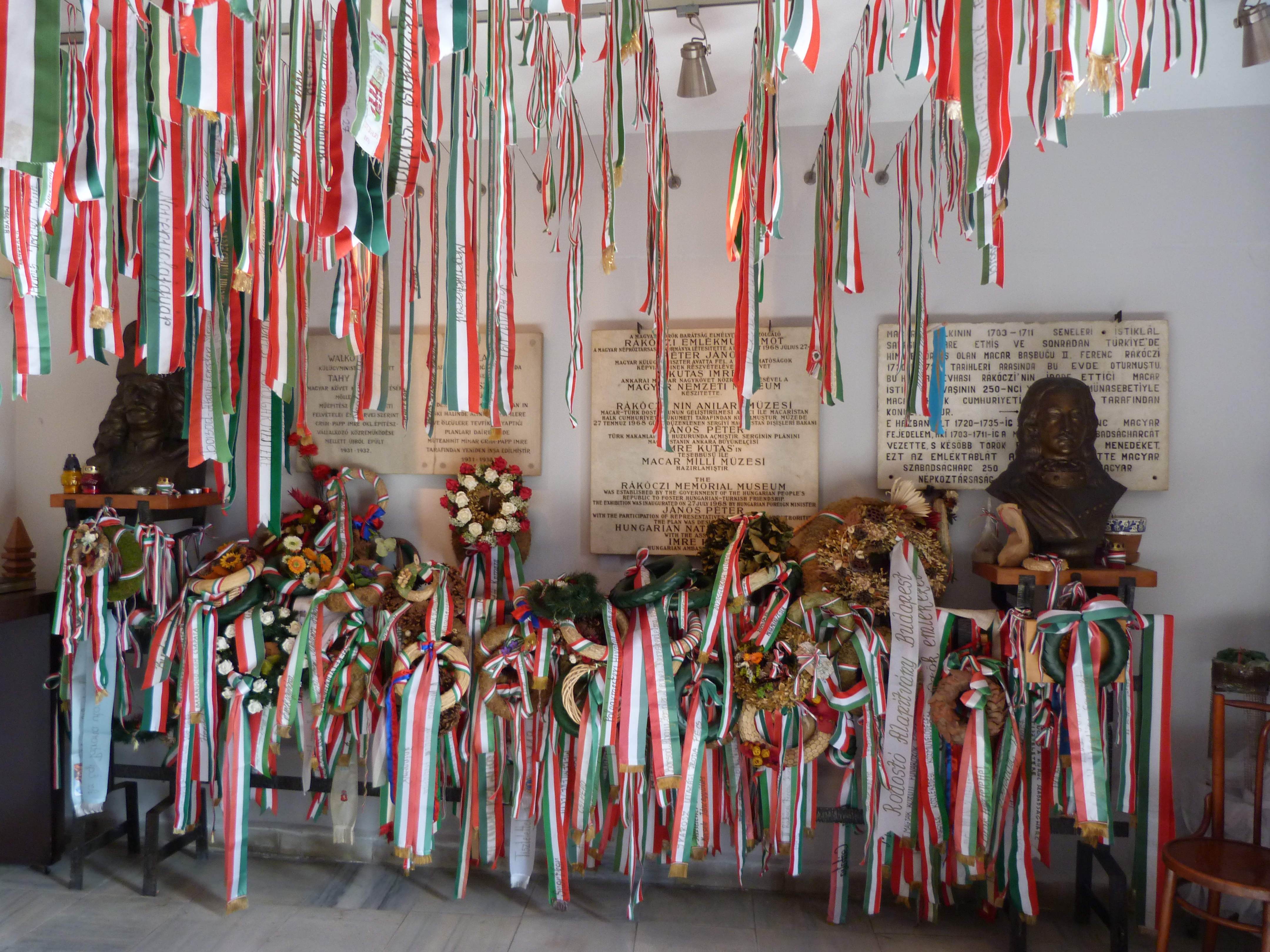
Rákóczi emlékhely Rodostóban

Kétszer is fölajánlották neki a lengyel koronát és megválasztását az orosz cár is támogatta, ő mégsem fogadta el. 1711 és 1712-ben Lengyelországban maradt, – azt remélve, hogy a katonai helyzet még megváltozik – ahol a főurak kitüntetett figyelemben részesítették. Ez idő alatt inkognitóban, „Sáros grófjaként” Danckában lakott.
1712. november 16-án Danckából Angliába ment, ám a bécsi udvar tiltakozása miatt Anna brit királynő nem fogadta. Ekkor Franciaországba hajózott. 1713. január 13-án Dieppe-ben partra szállt, s már április 27-én emlékiratot nyújtott be XIV. Lajosnak, melyben szolgálataira hivatkozott és kérte, békekötéskor ne feledkezzenek meg Magyarországról. Rákóczi a Grois Bois-ban lévő kolostorban is volt. Ám a béke 1713-ban és 1714-ben Utrechtben illetve Rastattban anélkül köttetett meg, hogy Rákóczit vagy hazáját egy árva szóval is említették volna. Még arról sem intézkedtek, hogy Rákóczinak a bécsi udvarnál lévő fiait apjuknak kiadják.

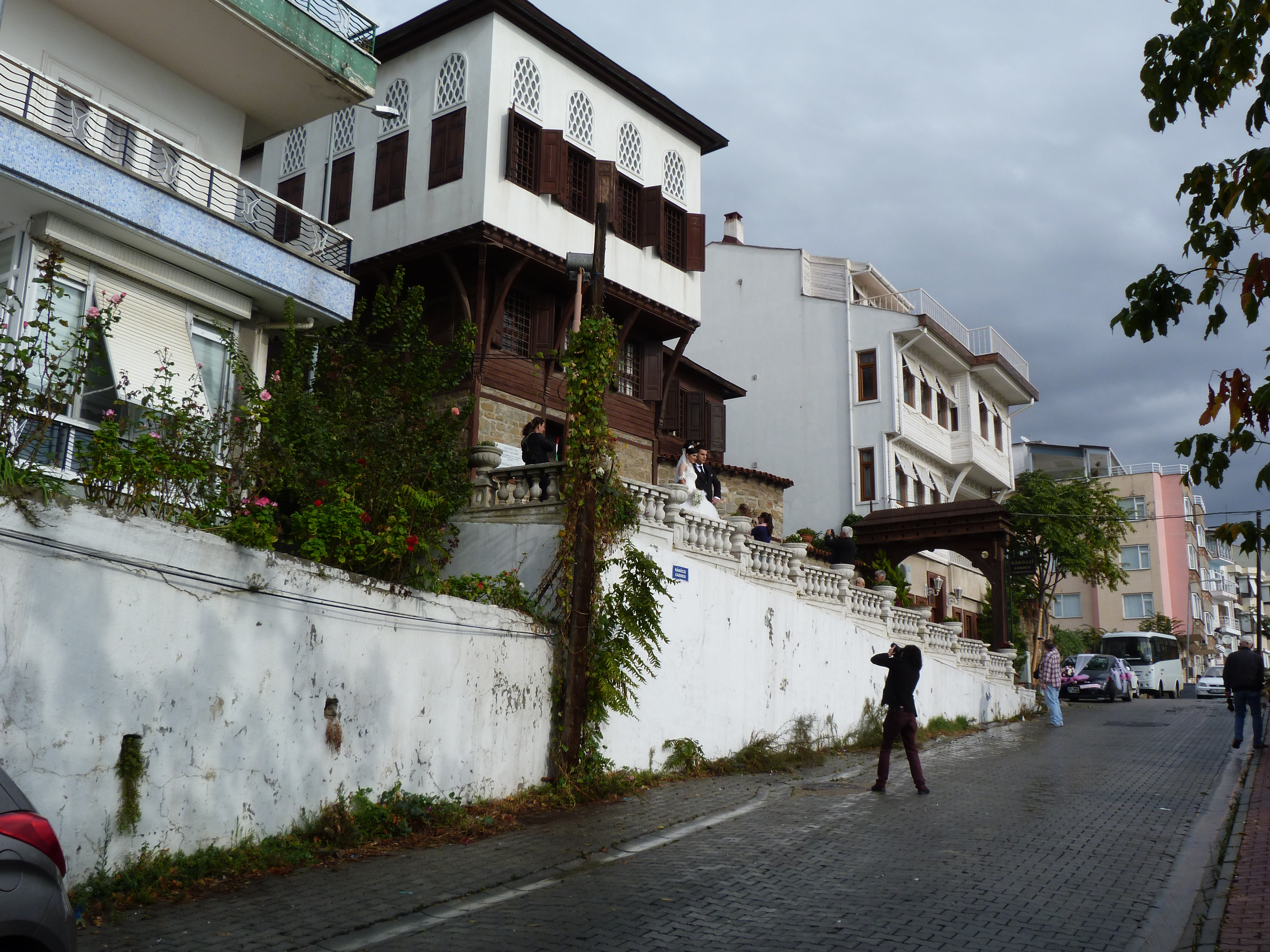
A Rákóczi-emigráció ebédlőháza Rodostóban

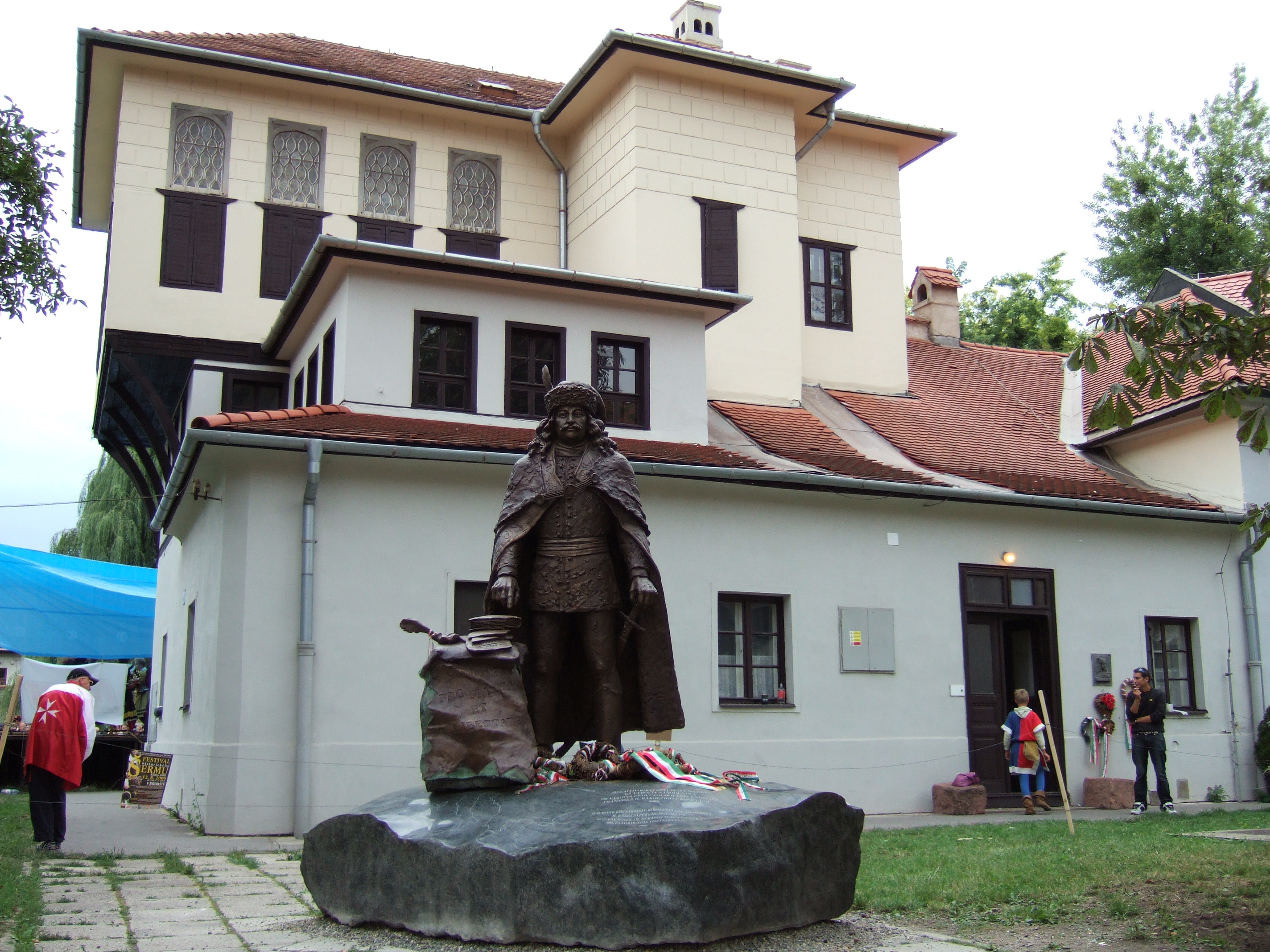
Rákóczi rodostói házának mása Kassán, eredeti, a fejedelem által készített bútorokkal, a ház elé 2006-ban állítottak szobrot

A fejedelem a francia udvarnál, bár hivatalosan nem ismerték el, nagy kegyben állott, azonban XIV. Lajos 1715. szeptember 1-jén bekövetkezett halála után már itt sem érezte jól magát.
1717-ben III. Ahmed szultán érintkezésbe lépett vele, hogy szervezzen kurucokból és hazai ellenállókból újabb felkelést, ehhez katonai segítséget, valamint 2 és fél millió aranyat ígért. A oszmánok ekkoriban az osztrákok ellen hadakoztak és a péterváradi ütközetben már a háború elején katasztrofális vereséget szenvedtek. Szeptemberben a háborúban álló Oszmán Birodalom meghívására 40 főből álló kísérettel útnak indult, és Spanyolország érintésével október 10-én partra szállt Gallipoliban. Ekkor az oszmánok további vereséget szenvedtek, s bár a szervezkedés folyt, nem járt eredménnyel. A Magyarországra behatoló török seregek között voltak kurucok, ők azonban nem voltak képesek újabb megmozdulásra bírni az embereket. Az idő haladtával Rákóczi esélyei csökkentek és Esterházy Antal akciója Erdélyben is kudarccal végződött, mert a tatárokkal érkezett kurucokat a lakosság ellenségesen fogadta, ugyanis a tatárok inkább barbár pusztítók, semmint szövetségesek voltak az utolsó tatárjárásban. Rákóczit az Oszmán Birodalomban ünnepélyesen fogadták ugyan, de arról, hogy – mint ő kívánta – külön keresztény sereg élére állítsák, hallani sem akartak. Ahmed győzelmi esélyei megfogyatkoztak az újabb vereségeket és Nándorfehérvár elestét követően, ezért már nem foglalkoztatta a kurucok csatasorba állítása, hanem arra kellett figyelnie, hogy a további császári előretörést megakadályozza a Balkánon.
1718. július 21-én megkötötték a pozsareváci békét, amelyben a Porta megtagadta a bujdosók kiadatását. A császári követ még két év múlva is követelte kiadatásukat, de a szultán becsületére és a Koránra hivatkozva kijelentette, hogy ilyen becstelenségre nem vetemedik. Csak annyit tett, hogy a bujdosókat a fővárostól kissé távolabb fekvő Rodostóba telepítette. A fejedelem ebben a Márvány-tenger melletti városban rendezte be új otthonát. Egész kis magyar kolónia alakult körülötte.
Oda telepedett társa, Bercsényi Miklós gróf, annak felesége Csáky Krisztina grófnő (†1723), Forgách Simon gróf, generálisa, tábornagya, Esterházy Antal gróf (1676–1722), Csáky Mihály gróf, udvarmestere Sibrik Miklós (†1735) ezereskapitány, Zay Zsigmond báró, a két Pápay, Jávorka ezredes és mások, akik közül nem egy magára vehette Mikes Kelemen szavait: „énnekem semmi okom nem volt hazámból kibujdosni, csak az, hogy nagyon szerettem a fejedelmet”.
Rákóczi korán kelt, mindennap misét hallgatott, délelőtt írt és olvasott, délután fúrt-faragott, bútordarabokat esztergályozott. Egyhangú, jóformán zárdai életet élt, melyet csak néhanapján szakított meg egy-egy vadászat, vagy valamely újonnan érkezett honfitárs. Ezek közt legnevezetesebb Rákóczi György, a fejedelem fia volt.

## Végrendelete, halála, temetése ésanyjával1906-os kassai újratemetésük
1733-ban a lengyel örökösödési háború során felcsillant annak a reménye, hogy visszatérhet Magyarországra, de ez nem teljesedett be. Két év múlva, 1735. április 8-án elhunyt.

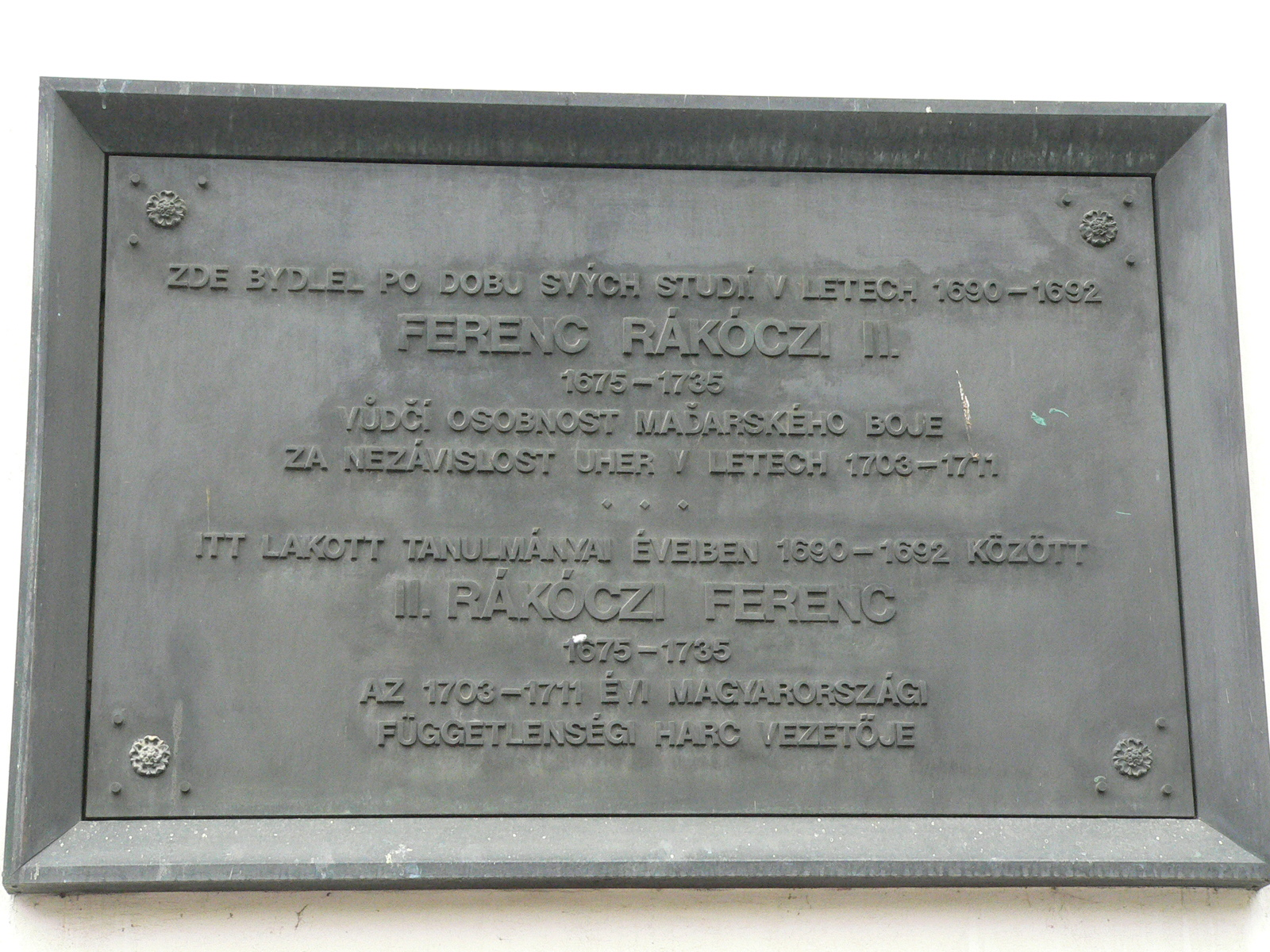
II. Rákóczi Ferenc emléktáblája Prágában (Kisoldal), a jezsuita rendházon

Halála előtt intézkedett hátrahagyott családja és bajtársai érdekében. Mindegyikükről megemlékezett valami adománnyal 1732. október 27-én kelt végrendeletében, melynek végrehajtásával egy francia királyi herceget bízott meg. A nagyvezírnek és Franciaország konstantinápolyi követének külön levélben kötötte lelkére, hogy holta után ne feledkezzenek meg az elárvult bujdosókról. Testének belső részeit a rodostói görög templomban, szívét Franciaországban, Grosbois kamalduli kolostorának  (Párizstól délre, ma Yerres város része) temetőkertjében temették el, amely fölé 1737-ben a kolostor priorja ezt a feliratot vésette latinul:

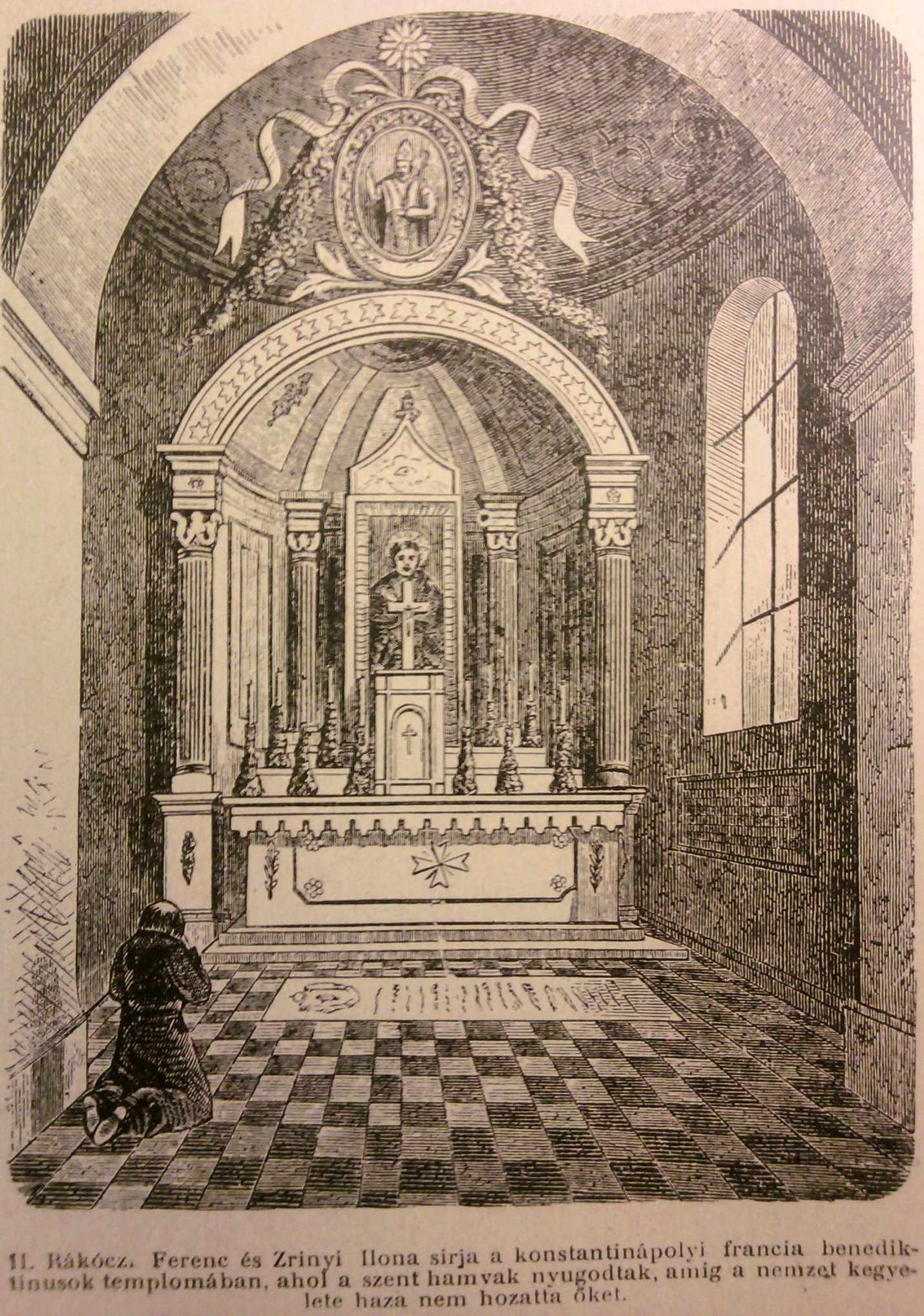
Isztambul, Szent Benedek-templom

„E kolostor temetőjében fekszik a szent életű II. Rákóczi Ferencnek, Isten kegyelméből a szent római birodalom hercegének, Erdély fejedelmének, a magyar királyság részei urának s a székelyek grófjának szent szíve, ki az isteni gondviselés csodálatos rendeléséből az élet különféle viszontagságain keresztül vezéreltetve, elnyugodott az Úrban, a Boszporusz melletti Rodostóban, a világ üdvének 1735. évében, április hónap 8. napján, életének 60. esztendejében.” 

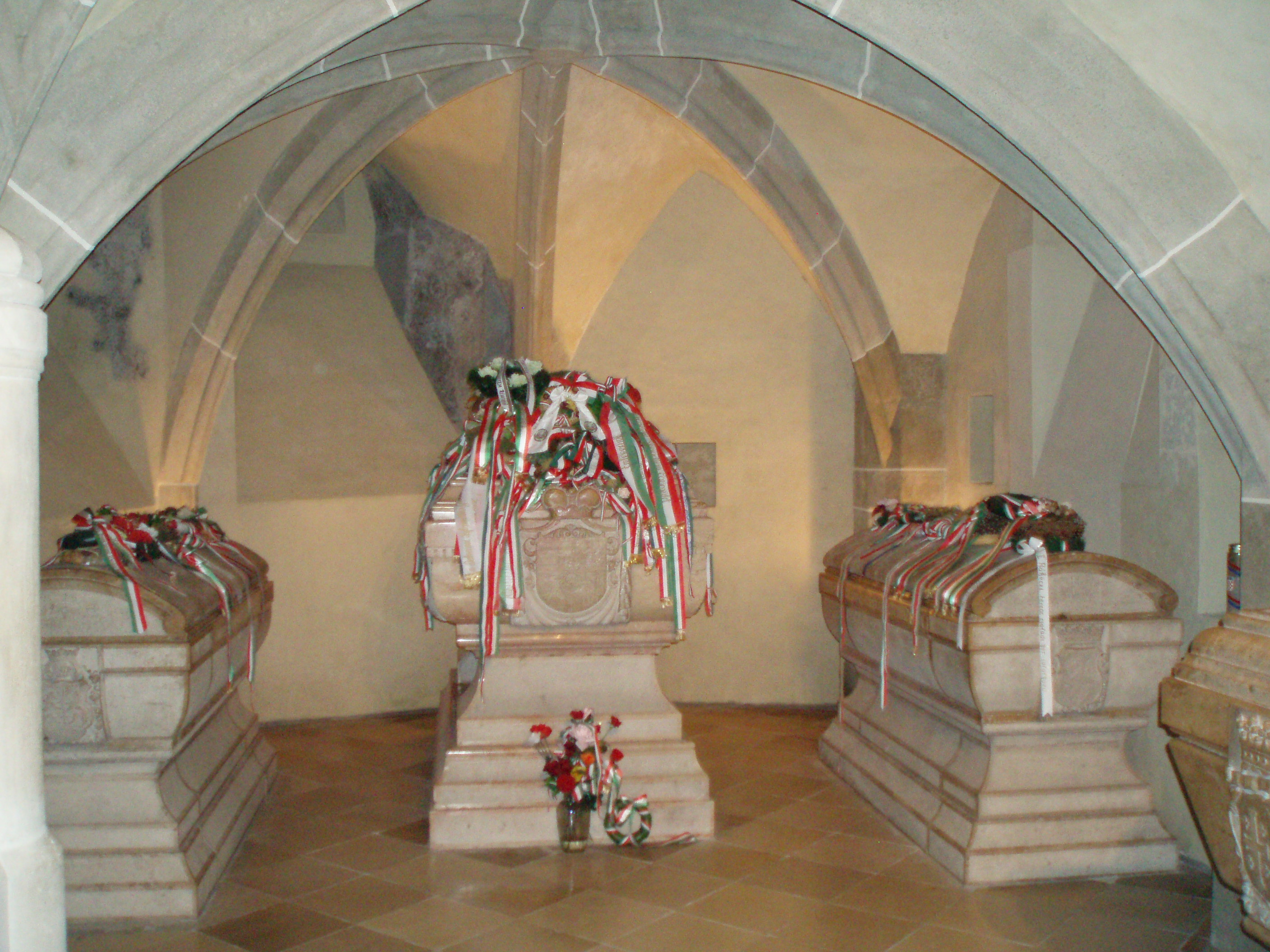
Rákóczi sírja édesanyja: Zrínyi Ilona mellett, a kassai Szent Erzsébet-dómban

Holttestét hű kamarása, Mikes Kelemen a porta engedélyének megérkezte után, 1735. július 6-án Konstantinápolyba vitte, és az ottani galatai, akkor a jezsuiták kezén lévő St. Benoît-, azaz Szent Benedek-templomban helyezte el – végakaratának megfelelően édesanyja, Zrínyi Ilona mellé. Később a lazarista misszió vette át a jezsuitáktól a Szent Benedek-templom kezelési jogát, és a 19. században a fejedelem síremléke előbb a 48-as emigránsok híradásai, majd tudományos expedíciók révén került a hazai érdeklődés homlokterébe. Hosszas előkészítő munka eredményeként Rákóczi hamvait 1906. október 29-én Kassán, a Szent Erzsébet-székesegyházban helyezték végső nyugalomra.

## Emlékezete
Olyan történelmi személy, aki a magyarok nemzeti hőse és mai napig is szívesen emlékeznek rá. Rákóczi és szabadságharca a népzenére is nagy hatást gyakorolt, ebből az időből számos kuruc nótát gyűjtöttek össze. Ilyen például a Rákóczi kesergője, a Rákóczi-nóta és a Hahj! Rákóczi! Bercsényi! A szlovákok körében megítélése az utóbbi időben részben negatív irányba fordult. Ennek egyik mozzanata az ónodi országgyűlésen történtek hangsúlyozása, amikor a turóci követet lekaszabolták. Erre hivatkozással 2013-ban a nyugalmazott kassai érsek amellett agitált, hogy hamvait szállítsák Magyarországra.
2015-ben a magyar Országgyűlés a vezérlő fejedelem születésének évfordulóját, március 27-ét II. Rákóczi Ferenc emléknapjává nyilvánította.
2018-ban a magyar Országgyűlés a 2019. évet, II. Rákóczi Ferenc 1704. július 8-án fejedelemmé választása 315. évfordulóját II. Rákóczi Ferenc emlékévvé nyilvánította.

### Települések, utak, terek
Magyarországon három település őrzi a fejedelem nevét (Rákóczifalva, Rákócziújfalu és Rákóczibánya). Számos városban neveztek el róla közterületeket és intézményeket, valamint állítottak tiszteletére emlékművet. Budapest ismert útja a Rákóczi út (VII. és VIII. kerület) és a Rákóczi tér (VIII. kerület).
Miskolcon Borsod-Abaúj-Zemplén megyei könyvtára, a II. Rákóczi Ferenc Megyei Könyvtár, Szikszón pedig a kórház viseli a nevét. Rodostóban 2009-ben Rákócziról nevezték el azt a sugárutat, ahol a bujdosó fejedelem is lakott.
- Matl Péter munkácsi szobrászművész Zrínyi Ilona és a kis Rákóczi Ferenc című bronzszobrát a munkácsi várban 2006. február 27-én Orbán Viktor, a Fidesz és Kovács Miklós, a KMKSZ elnöke leplezte le.

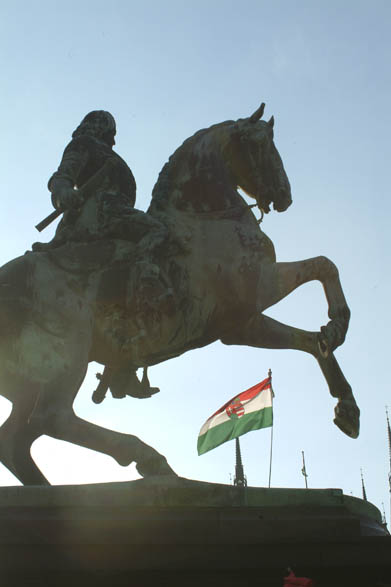
Pásztor János – Györgyi Dénes: II. Rákóczi Ferenc fejedelem lovasszobra Budapest, Kossuth tér, 1937
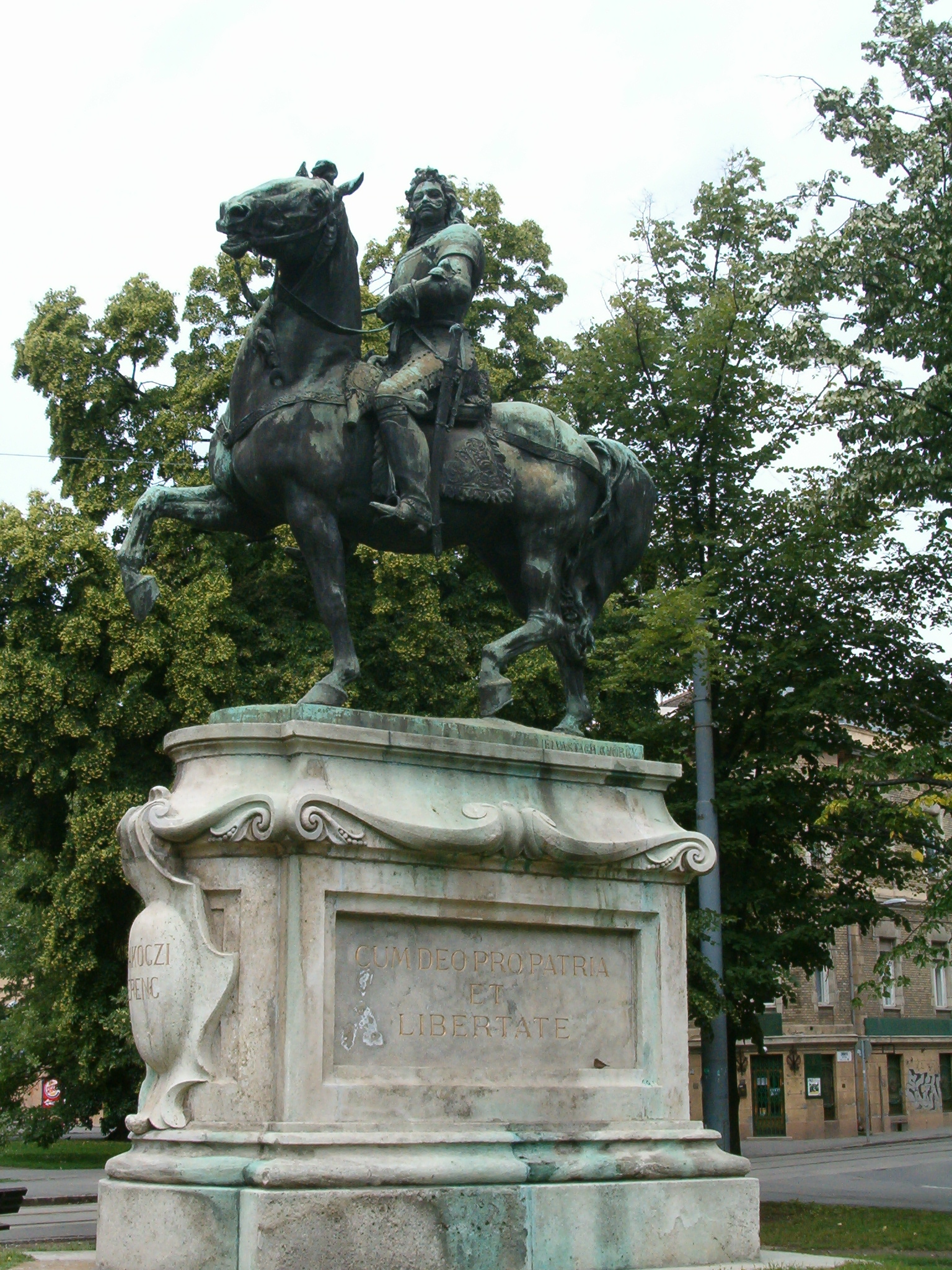
Vastagh György:II. Rákóczi Ferenc fejedelem szobra, Szeged, 1912
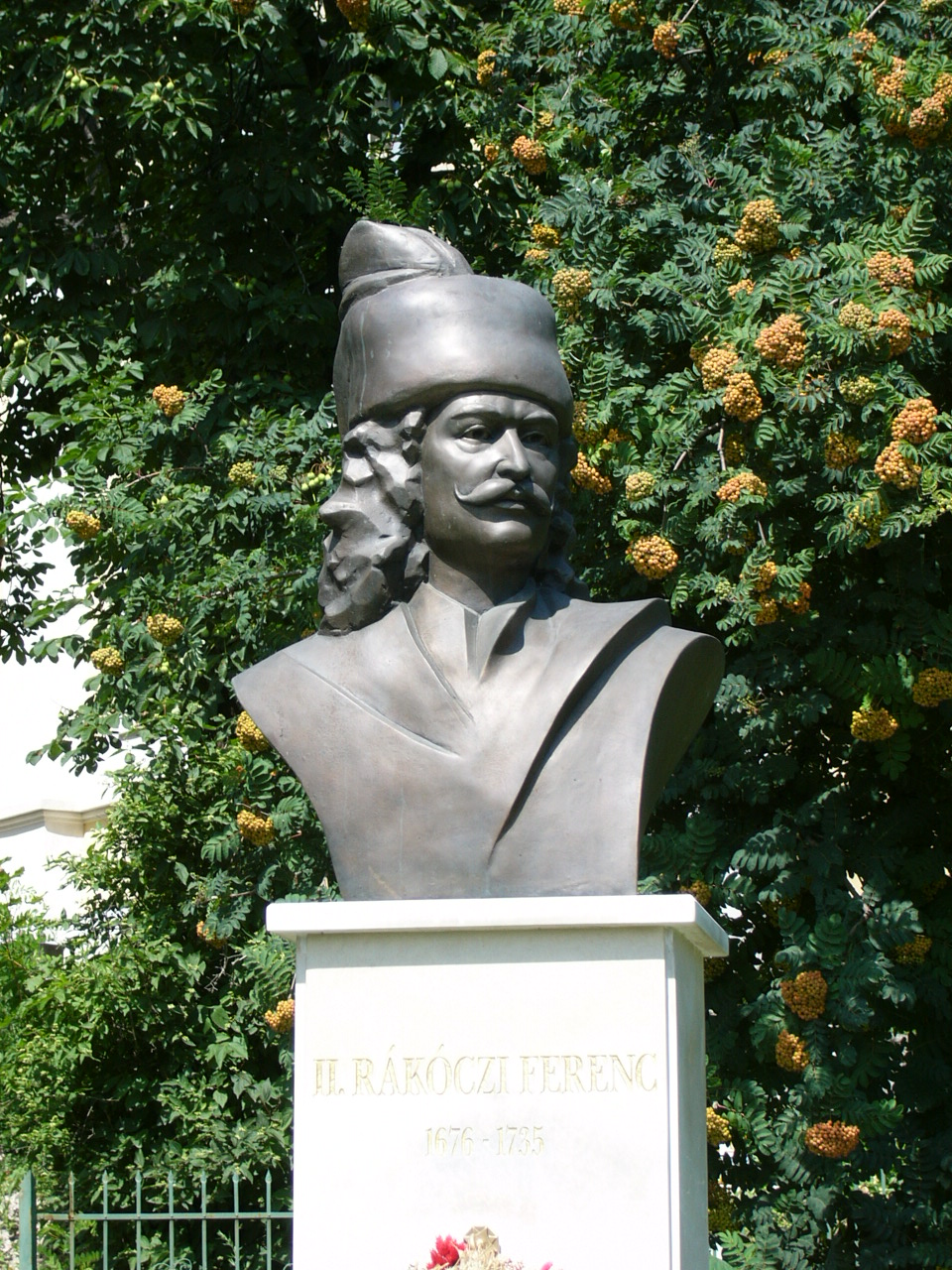
Boros Péter: Rákóczi, Miskolc-Görömböly, 2003

### Pénzeken
Azon ritka személyek között van, akiknek arcképe hivatalos fizetőeszközön szerepel. Korábban a fém kétpengősön és a papír 50 forintoson volt látható, majd miután ez utóbbit kivonták a forgalomból, (Ady Endre után) a papír 500 forintosra került.

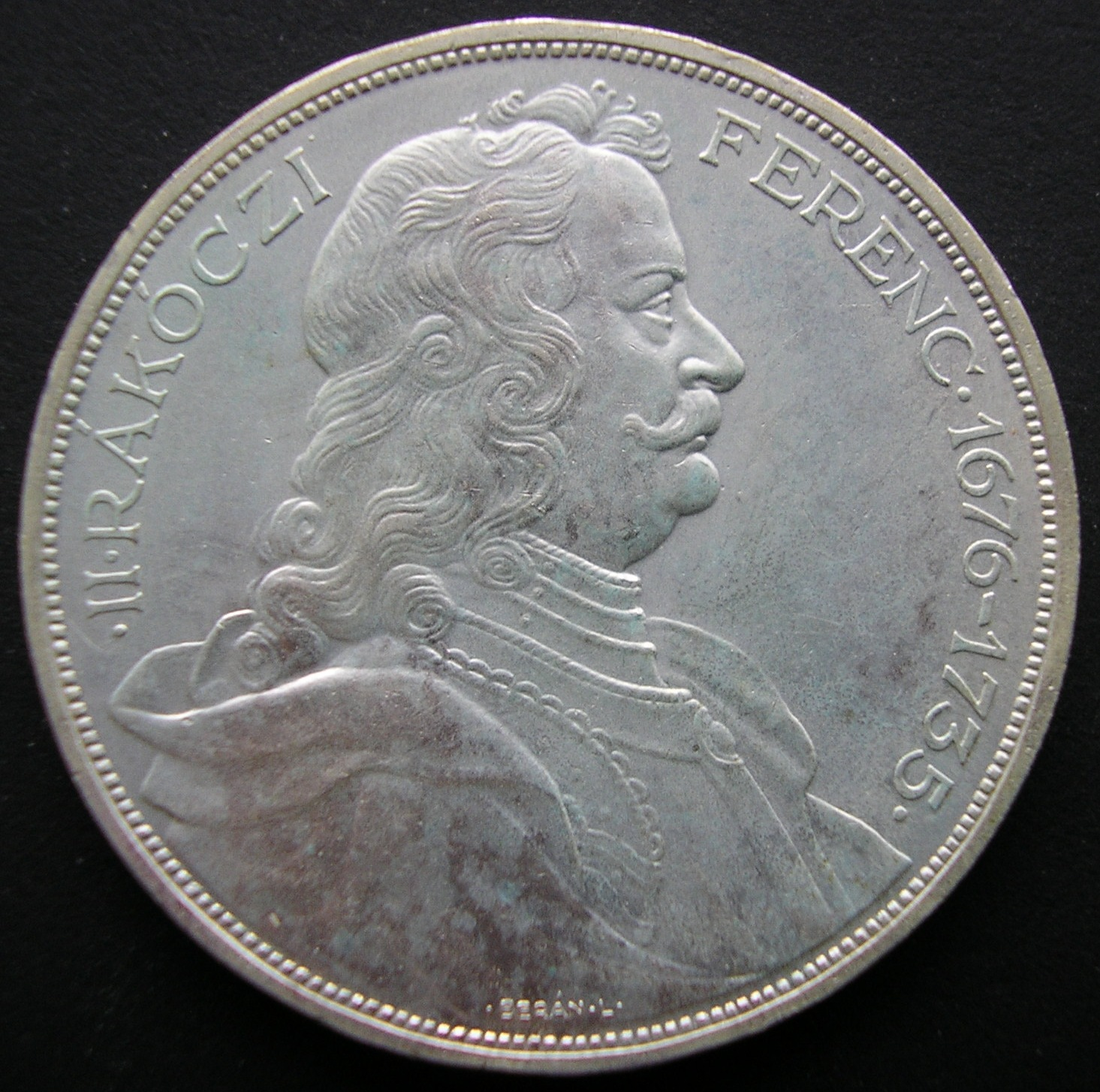
2 magyar pengő (1935)
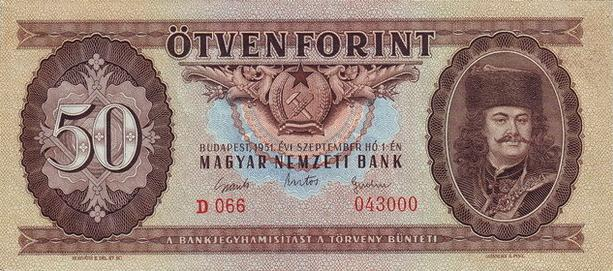
50 magyar forint (1951)
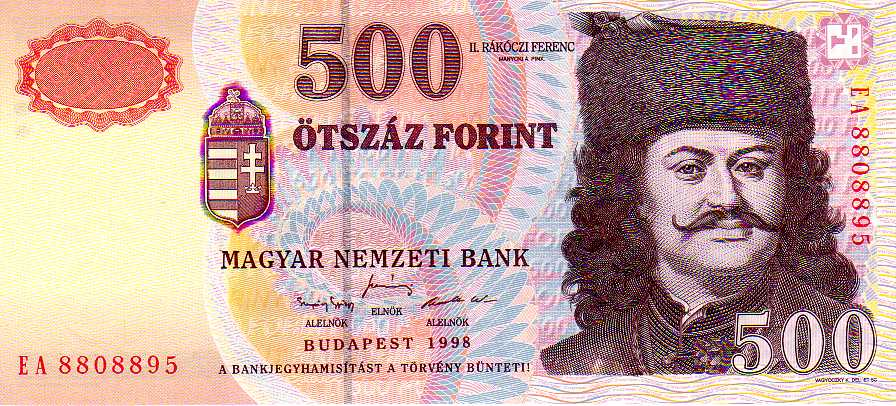
500 magyar forint (1998)
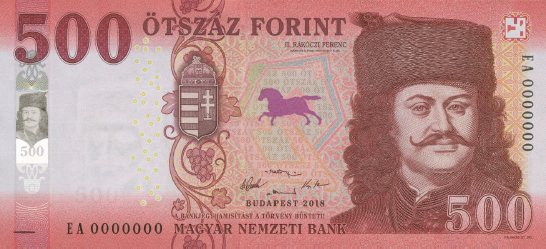
500 magyar forint (2018)

### Rákóczi-induló
Nevét őrző nemzeti induló, szerzője ismeretlen; Hector Berlioz, illetve Liszt Ferenc átdolgozásában ismert. Más forrás szerint vélelmezett szerzője Bihari János, és a Rákóczi-indulót Bihari János hegedűjéről Liszt Ferenc zongorájára már 1840-ben átírta Erkel Ferenc.

### Egyéb róla elnevezett dolgok
- Rákóczi-forrás (Mátrafüred)
- Kaposvári Rákóczi (sportegyesület)
- Rákóczi-fa: a Bácsborsód határában álló vénséges tölgyfákról, a Bánluzsány közeli tölgyről, valamint Tornyospálcához tartozó Ricsikai vagy Pálci-erdőben található ötszáz éves kocsányos tölgyről is az tartják, hogy alattuk megpihent a fejedelem.[27] Továbbá Ordason, Károlyfalván, Parádfürdőn, Romhány és Balatonakarattya mellett is található Rákóczi-fa, melyek közül néhány rossz állapotban van.
- Rákóczi-túra: Zempléni-hegységi jelvényszerző túra célja a fejedelemhez kötődő emlékhelyek, várak felkeresése. E túra teljesítésére több szervezett forma is kínálkozik, például teljesítménytúra, kerékpárostúra stb.
- A Rákóczi 1. sz. barlang az Aggteleki Nemzeti Parkban lévő Esztramos-hegy belsejében található egyik barlang. Magyarország egyik különösen változatos és gazdag formavilágú, fokozottan védett barlangja.
- Rákóczi Alapítvány: a Magyarságismereti Mozgótáborban, az ösztöndíjprogramja és az ungvári étkeztetési programja által támogatja a határon túli magyar fiatalokat.

Kárpátalján (Ukrajna) Beregszász városában főiskolát neveztek el II. Rákóczi Ferencről.

## Érdekességek
Sokan az ő fiának tartják Európa rejtélyes emberét, a misztikus Saint-Germain grófot.
Mikes Kelemen Törökországi Levelek című művének 2. leveléből kiderül, hogy köszvényben szenvedett.

## Származása
| II. Rákóczi Ferenc (Borsi, 1676. márc. 27.– Rodostó, 1735. ápr. 8.) erdélyi fejedelem | Apja: I. Rákóczi Ferenc (Gyulafehérvár, 1645. febr. 24.– Zboró, 1676. júl. 8.) erdélyi fejedelem | Apai nagyapja: II. Rákóczi György (Sárospatak, 1621. jan. 30.– Nagyvárad, 1660. jún. 7.) erdélyi fejedelem | Apai nagyapai dédapja: felsővadászi I. Rákóczi György (Szerencs, 1593. jún. 8.– Gyulafehérvár, 1648. okt. 11.) erdélyi fejedelem |
| II. Rákóczi Ferenc (Borsi, 1676. márc. 27.– Rodostó, 1735. ápr. 8.) erdélyi fejedelem | Apja: I. Rákóczi Ferenc (Gyulafehérvár, 1645. febr. 24.– Zboró, 1676. júl. 8.) erdélyi fejedelem | Apai nagyapja: II. Rákóczi György (Sárospatak, 1621. jan. 30.– Nagyvárad, 1660. jún. 7.) erdélyi fejedelem | Apai nagyapai dédanyja: Lorántffy Zsuzsanna (Ónod, 1600 körül– Sárospatak, 1660. ápr. 18.)                                       |
| II. Rákóczi Ferenc (Borsi, 1676. márc. 27.– Rodostó, 1735. ápr. 8.) erdélyi fejedelem | Apja: I. Rákóczi Ferenc (Gyulafehérvár, 1645. febr. 24.– Zboró, 1676. júl. 8.) erdélyi fejedelem | Apai nagyanyja: Báthory Zsófia (Somlyó, 1629– Munkács, 1680. jún. 14.)                                     | Apai nagyanyai dédapja: somlyói Báthory András (Lengyelország, 1597– 1637)                                                       |
| II. Rákóczi Ferenc (Borsi, 1676. márc. 27.– Rodostó, 1735. ápr. 8.) erdélyi fejedelem | Apja: I. Rákóczi Ferenc (Gyulafehérvár, 1645. febr. 24.– Zboró, 1676. júl. 8.) erdélyi fejedelem | Apai nagyanyja: Báthory Zsófia (Somlyó, 1629– Munkács, 1680. jún. 14.)                                     | Apai nagyanyai dédanyja: Zakreszka Anna (Lengyelország, 1600 körül– 1658. márc. 28.)                                             |
| II. Rákóczi Ferenc (Borsi, 1676. márc. 27.– Rodostó, 1735. ápr. 8.) erdélyi fejedelem | Anyja: gr. Zrínyi Ilona (Ozaly, 1643– Nikodémia, 1703. febr. 18.)                                | Anyai nagyapja: gr. Zrínyi Péter (Verbovec, 1621. jún. 6.– Bécsújhely, 1671. ápr. 30.) bán                 | Anyai nagyapai dédapja: gr. Zrínyi György (Csáktornya, 1599. jan. 31.– Pozsony, 1626. dec. 18.) bán                              |
| II. Rákóczi Ferenc (Borsi, 1676. márc. 27.– Rodostó, 1735. ápr. 8.) erdélyi fejedelem | Anyja: gr. Zrínyi Ilona (Ozaly, 1643– Nikodémia, 1703. febr. 18.)                                | Anyai nagyapja: gr. Zrínyi Péter (Verbovec, 1621. jún. 6.– Bécsújhely, 1671. ápr. 30.) bán                 | Anyai nagyapai dédanyja: Széchy Magdolna                                                                                         |
| II. Rákóczi Ferenc (Borsi, 1676. márc. 27.– Rodostó, 1735. ápr. 8.) erdélyi fejedelem | Anyja: gr. Zrínyi Ilona (Ozaly, 1643– Nikodémia, 1703. febr. 18.)                                | Anyai nagyanyja: gr. Frangepán Anna Katalin (Bosiljevo, 1625 körül– Graz, 1673. nov. 16.)                  | Anyai nagyanyai dédapja: gr. Frangepán Farkas (1578 körül– 1652)                                                                 |
| II. Rákóczi Ferenc (Borsi, 1676. márc. 27.– Rodostó, 1735. ápr. 8.) erdélyi fejedelem | Anyja: gr. Zrínyi Ilona (Ozaly, 1643– Nikodémia, 1703. febr. 18.)                                | Anyai nagyanyja: gr. Frangepán Anna Katalin (Bosiljevo, 1625 körül– Graz, 1673. nov. 16.)                  | Anyai nagyanyai dédanyja: Innhofer Orsolya                                                                                       |

## Művei
Első helyen a kritikai kiadások.
- II. Rákóczi Ferenc fejedelem Emlékiratai a magyarországi háborúról, 1703-tól annak végéig. Fordította Vas István. A tanulmányt és a jegyzeteket írta Köpeczi Béla. A szöveget gondozta Kovács Ilona. Bp., 1978 (Archivum Rákóczianum III. osztály: Írók. II. Rákóczi Ferenc művei, I.)
- Emlékiratok; ford., utószó Vas István, jegyz., előszó Hopp Lajos; Szépirodalmi, Bp., 1985

Eredeti, francia nyelvű kiadása: Hága, 1739
Vas István véglegesnek szánt fordítása a Vallomásokkal együtt jelent meg 1979-ben. (Lásd a köv. pontot.)
Legújabb kiadása: Osiris Kiadó, Bp., 2004 ISBN 963-389-628-2
- Rákóczi Ferenc: Vallomások. Emlékiratok. Szerk. és jegyz.: Hopp Lajos. Ford.: Szepes Erika [Vallomások] és Vas István [Emlékiratok]. Bp., 1979 (Magyar remekírók)

Kritikai kiadása (Archivum Rákóczianum III. osztály tervezett II. kötete) még várat magára.
Legújabb kiadása: Alexandra Kiadó, 2019 ISBN 963-368-633-4
Francia kritikai kiadása: Tüskés Gábor – Aradi Csenge – Gausz Ildikó – Hámori Nagy Zsuzsanna – Lengyel Réka – Szebelédi Zsolt – Tóth Ferenc – Tüskés Anna: François II Rákóczi: Confession d’un pécheur. Traduite du latin par Chrysostome Jourdain: Édition critique avec introductions et notes établies sous la direction de Gábor Tüskés. Avant-propos de Jean Garapon. Avec la collaboration de Csenge E. Aradi, Ildikó Gausz, Zsuzsanna Hámori Nagy, Réka Lengyel, Zsolt Szebelédi, Ferenc Tóth et Anna Tüskés. Édition revue et préparée par Michel Marty. Paris, Honoré Champion, 2020, 778 p.
- II. Rákóczi Ferenc Politikai és erkölcsi végrendelete. Ford. Szávai Nándor és Kovács Ilona. A tanulmányt és a tárgyi jegyzeteket írta: Köpeczi Béla. A latin szöveget gondozta Borzsák István. A francia szövegeket gondozta Kovács Ilona. Bp., 1984.(Archivum Rákóczianum III. osztály: Írók. II. Rákóczi Ferenc művei, III.)
- II. Rákóczi Ferenc Fohászai. A latin szöveget gondozta és jegyzetelte Déri Balázs. A francia szöveget gondozta és jegyzetelte Kovács Ilona. A tárgyi jegyzeteket írta Hopp Lajos. Ford. Csóka Gáspár és Déri Balázs. Bp., 1994. (Archivum Rákóczianum III. osztály: Írók. II. Rákóczi Ferenc művei, IV.)

Újabb, népszerű kiadása: Szent István Társulat, 2001 ISSN 1585-6186
- II. Rákóczi Ferenc Meditációi. A latin szöveget gondozta és jegyzetelte Déri Balázs. A francia szöveget gondozta és jegyzetelte Kovács Ilona. A tartalmi összefoglalókat készítette Tüskés Gábor. Bp., 1997 (Archivum Rákóczianum III. osztály: Írók. II. Rákóczi Ferenc művei, V.)
- II. Rákóczi Ferencz Önéletrajza és Egy keresztény fejedelem áhításai czímű munkája. Kiadja a Magyar Tudományos Akadémia Történelmi Bizottsága. Bp., 1876 (latin ill. francia nyelven) Online